# Misnebalam
Misnebalam es una exhacienda ubicada en el municipio de Mérida, en el estado de Yucatán, México. Esta hacienda es conocida por estar deshabitada, por tal razón, es considerada un "Pueblo fantasma".

## Historia
La hacienda de misnebalam fue una próspera hacienda que se dedicaba a la industria henequenera. Su construcción de estilo colonial data de finales del siglo XIX y su máximo esplendor transcurrió en la década de los 20s, cuando su población ascendia los 170 habitantes.
Dicha hacienda comenzó a ir disminuyendo su población debido a la escasez de agua que enfrentaron los habitantes de la hacienda así como las historias paranormales que se contaban a cerca de la misma, a tal grado que la población para el año de 2005 era de 0 habitantes, así desde entonces, permaneciendo en ruinas y completamente abandonado hasta la actualidad.

## Toponimia
El nombre (Misnebalam) proviene de misné que significa en idioma maya cola de gatos y balam que significa jaguar.

## Localización
Misnebalam se ubica 17 kilómetros al sur de la ciudad portuaria de chicxulub y 11 kilómetros al norte de la metrópoli de Mérida.
Se encuentra al final de una desviación en el kilómetro 15 de la carretera Mérida-Progreso.

## Infraestructura
Se localizan los restos deteriorados de una hacienda en reconstrucción. Las estructuras se han ido deteriorando debido al clima de la región y han crecido ramificaciones de los árboles tapando entradas de edificios y casas abandonadas.

## Importancia histórica
Tuvo su esplendor durante la época del auge henequenero y emitió fichas de hacienda las cuales por su diseño son de interés para los numismáticos. Dichas fichas acreditan la hacienda como propiedad de Fidencio Gertrudis Márquez.

## Demografía
Según el censo de 2005 realizado por el INEGI, la población de la localidad era de 0 habitantes.

## Galería

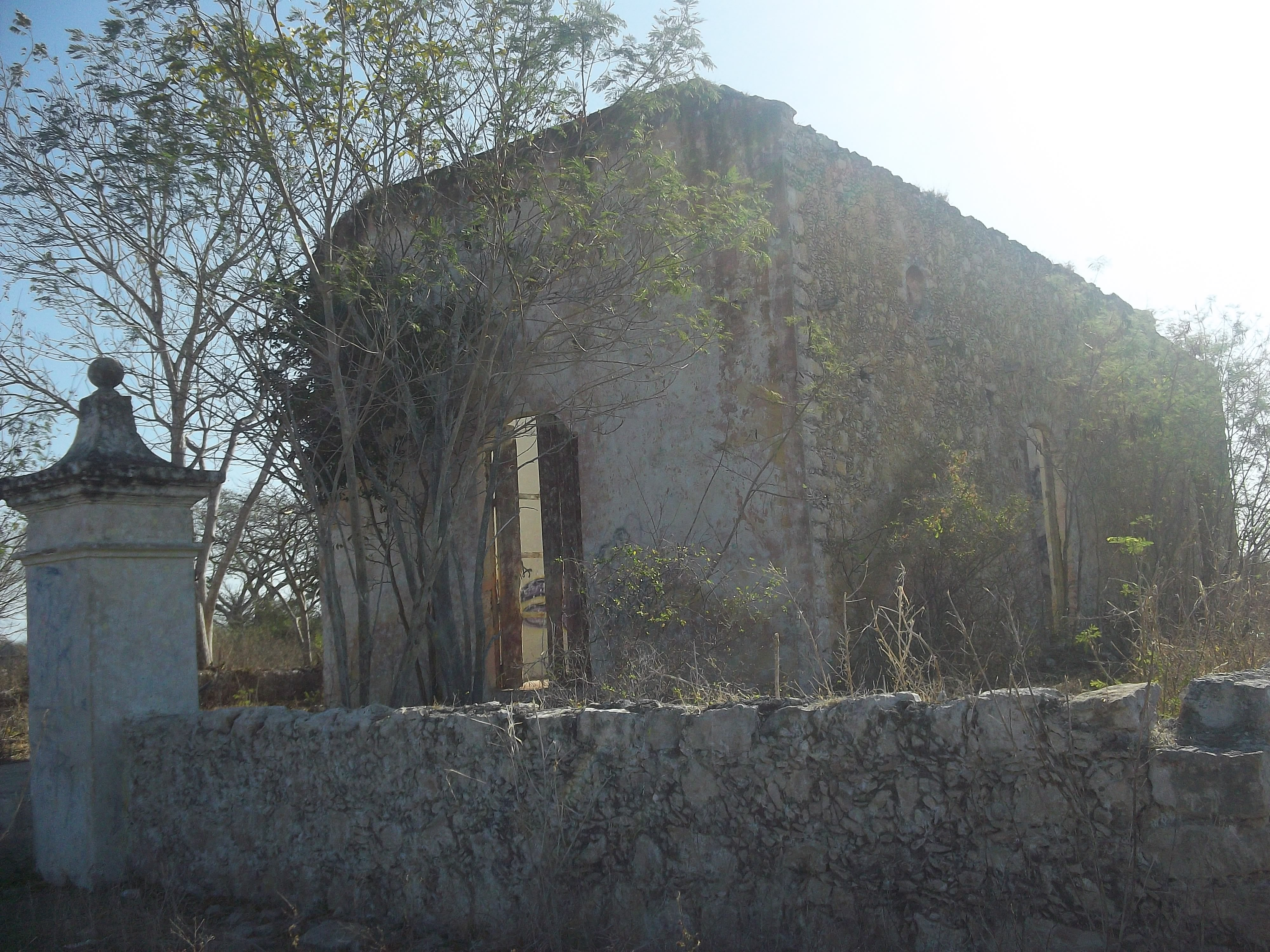
Iglesia principal de Misnebalam.
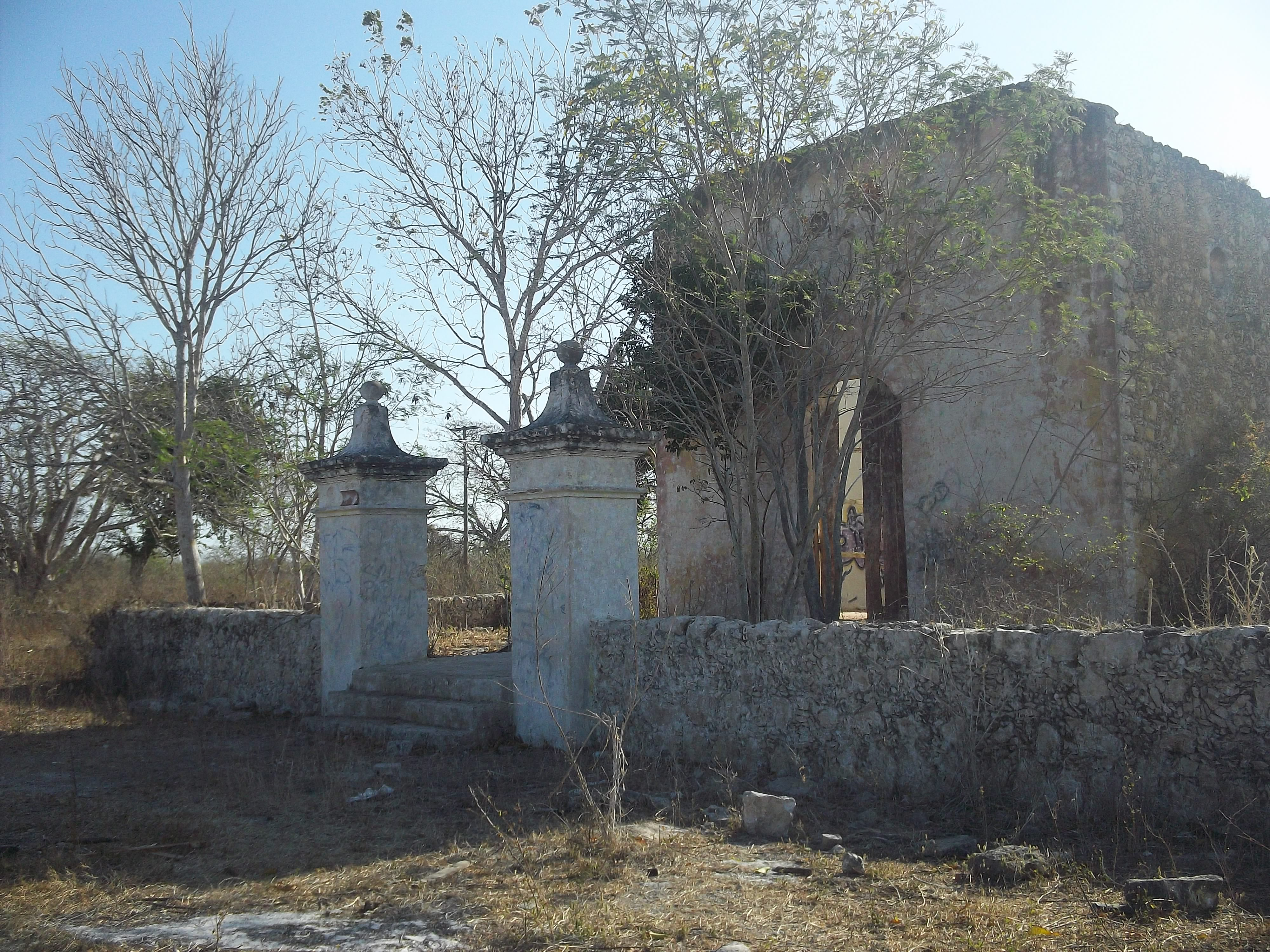
Iglesia principal de Misnebalam.
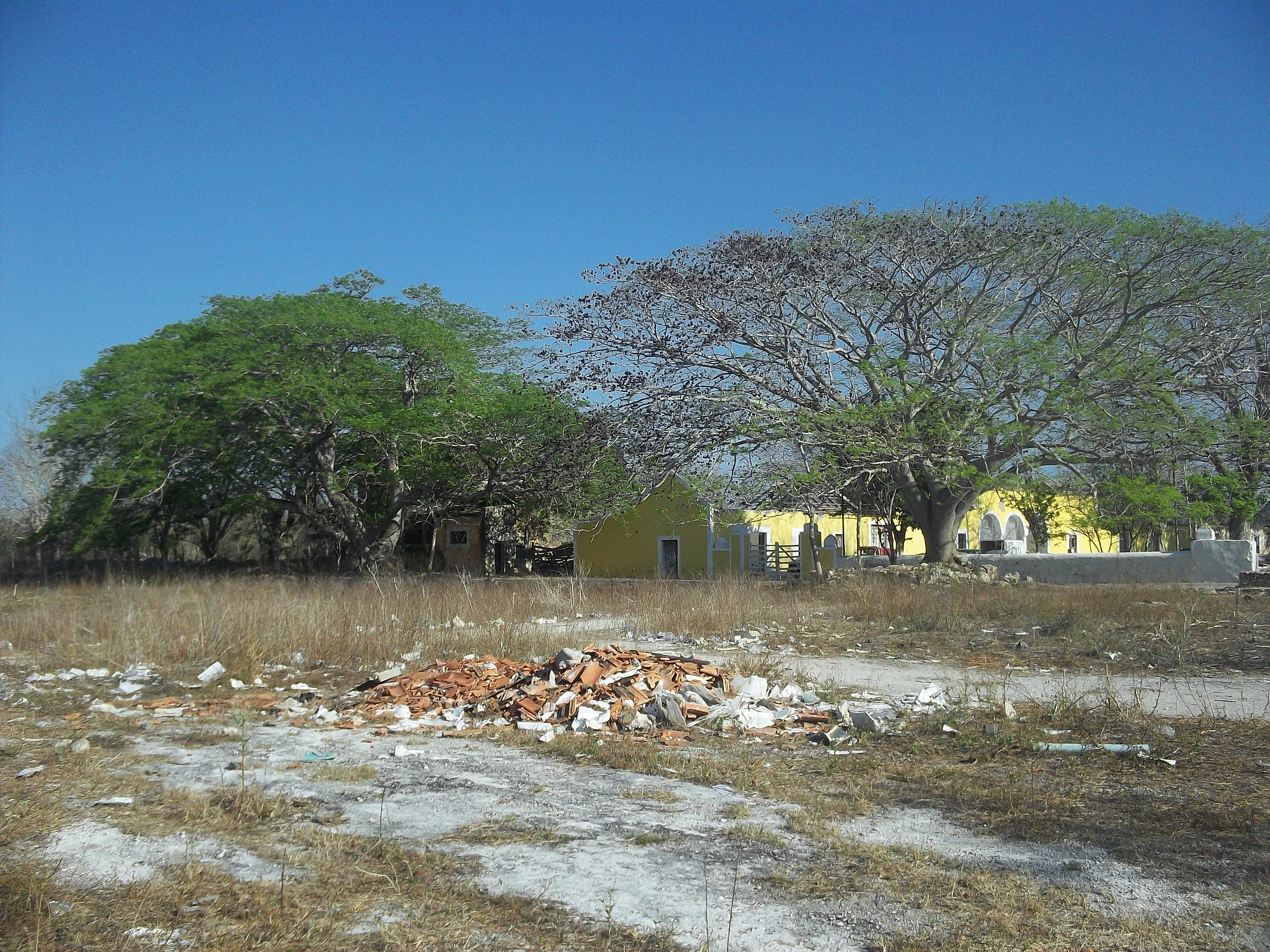
Vista de la hacienda Misnebalam.
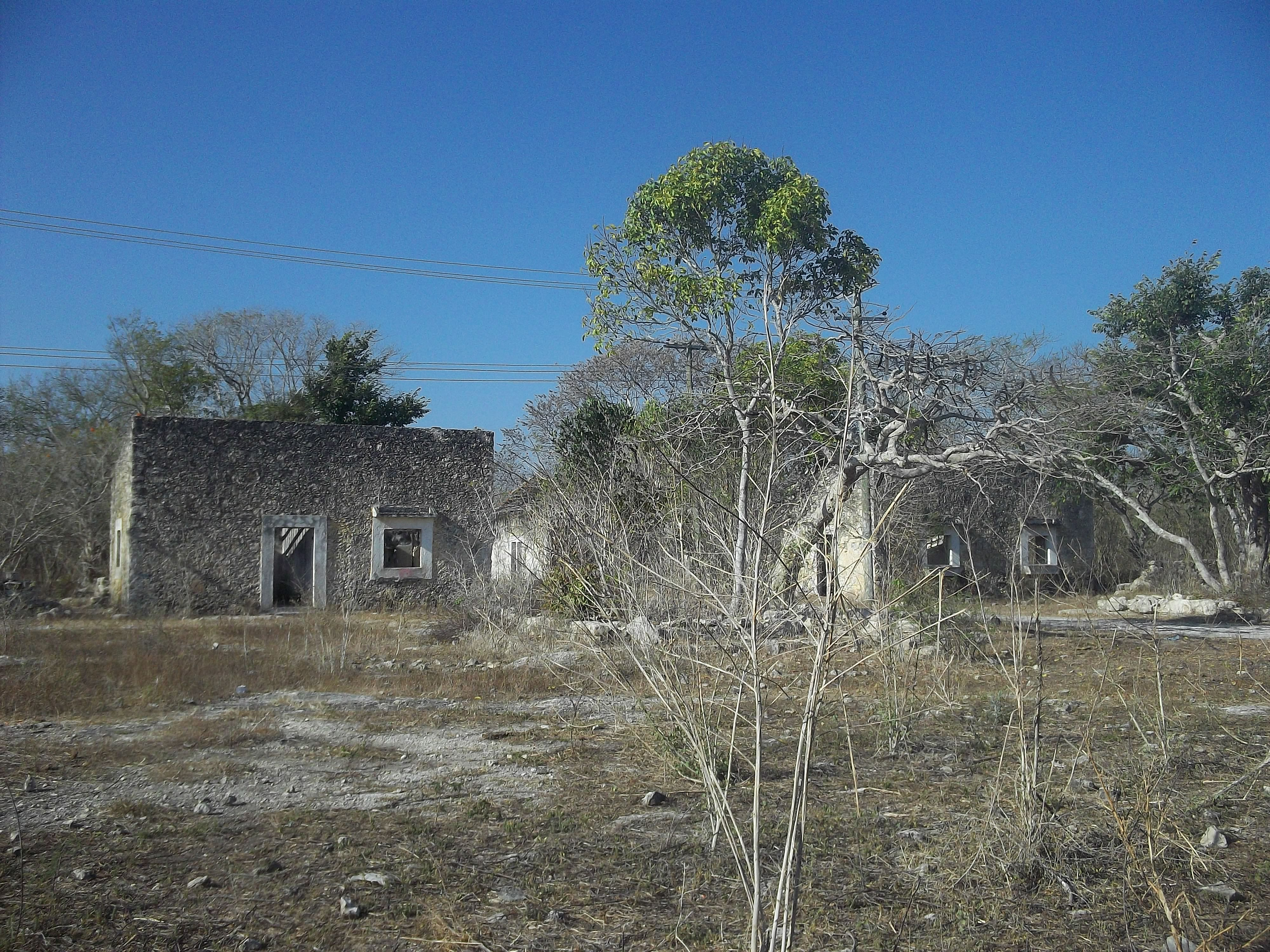
Vista de la hacienda Misnebalam.
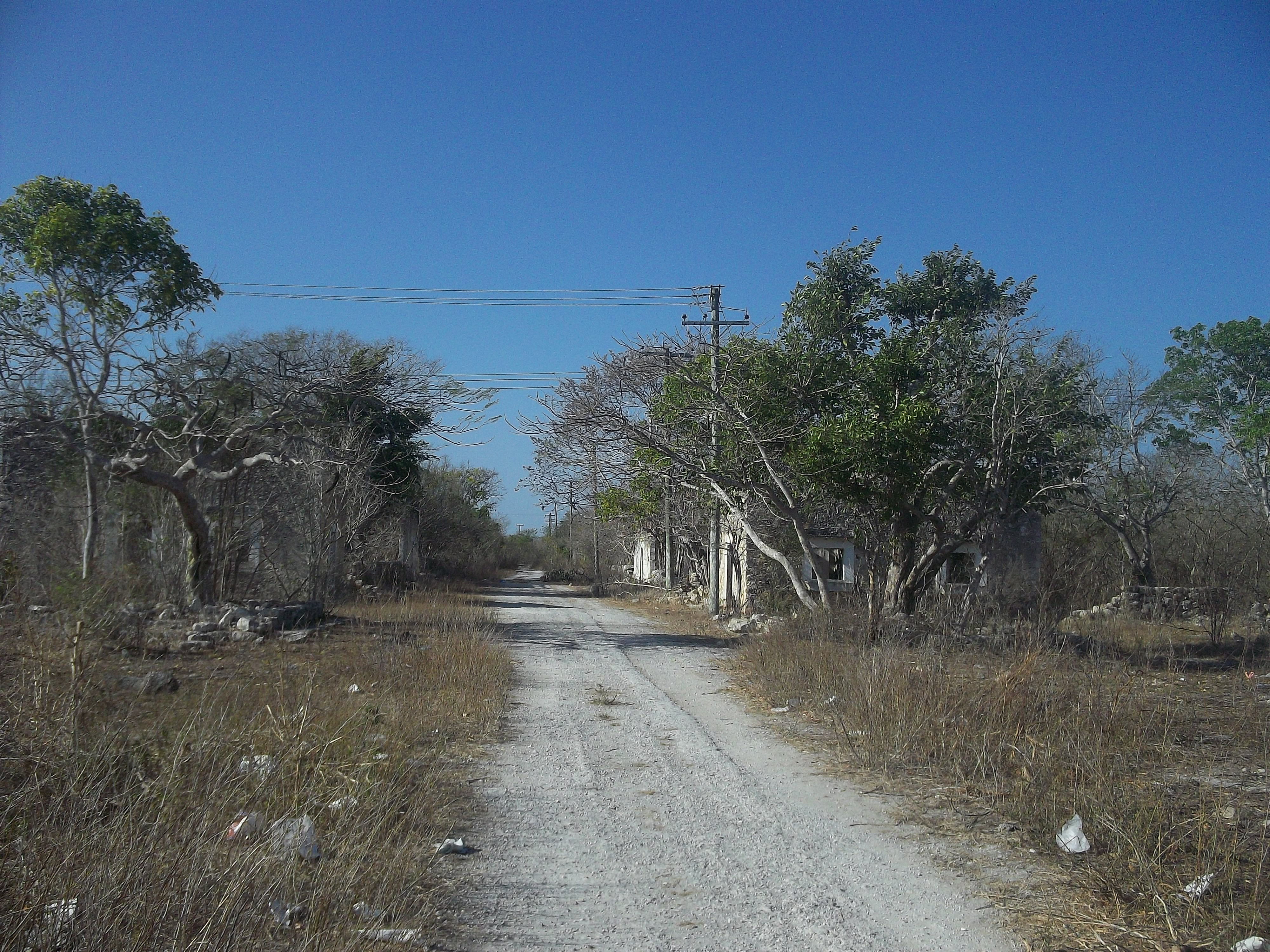
Vista de la hacienda Misnebalam.
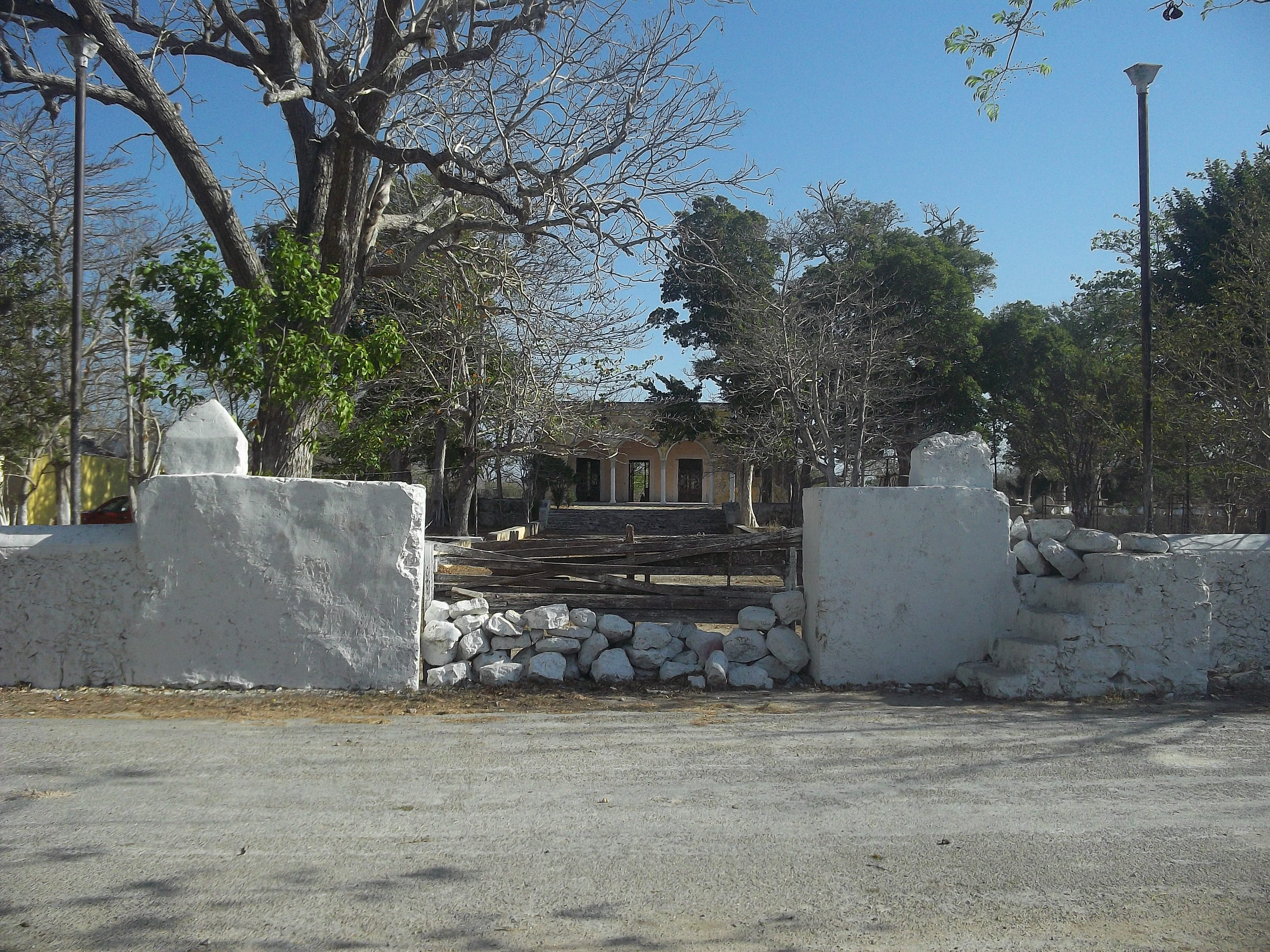
Vista de la hacienda Misnebalam.
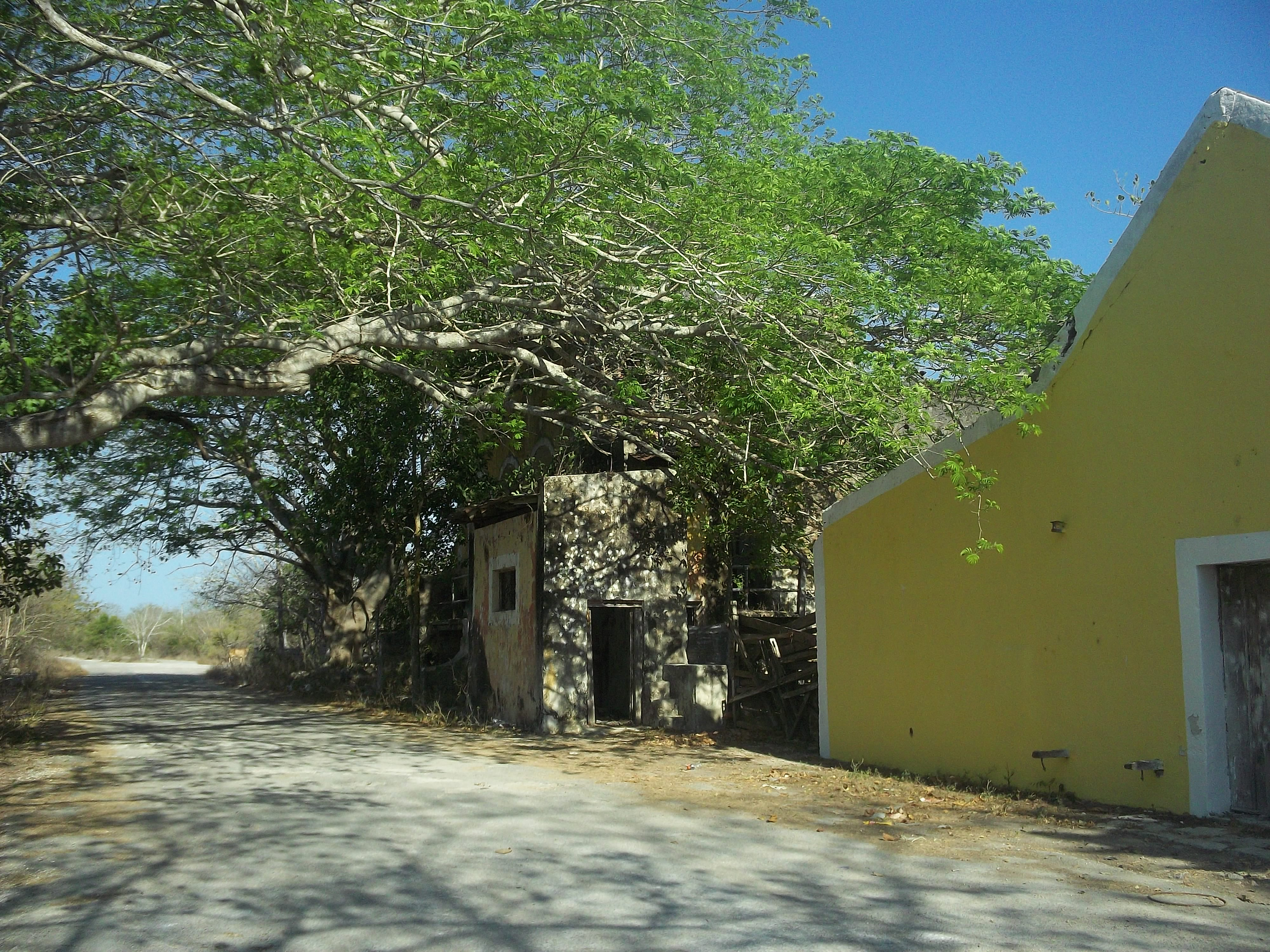
Vista de la hacienda Misnebalam.
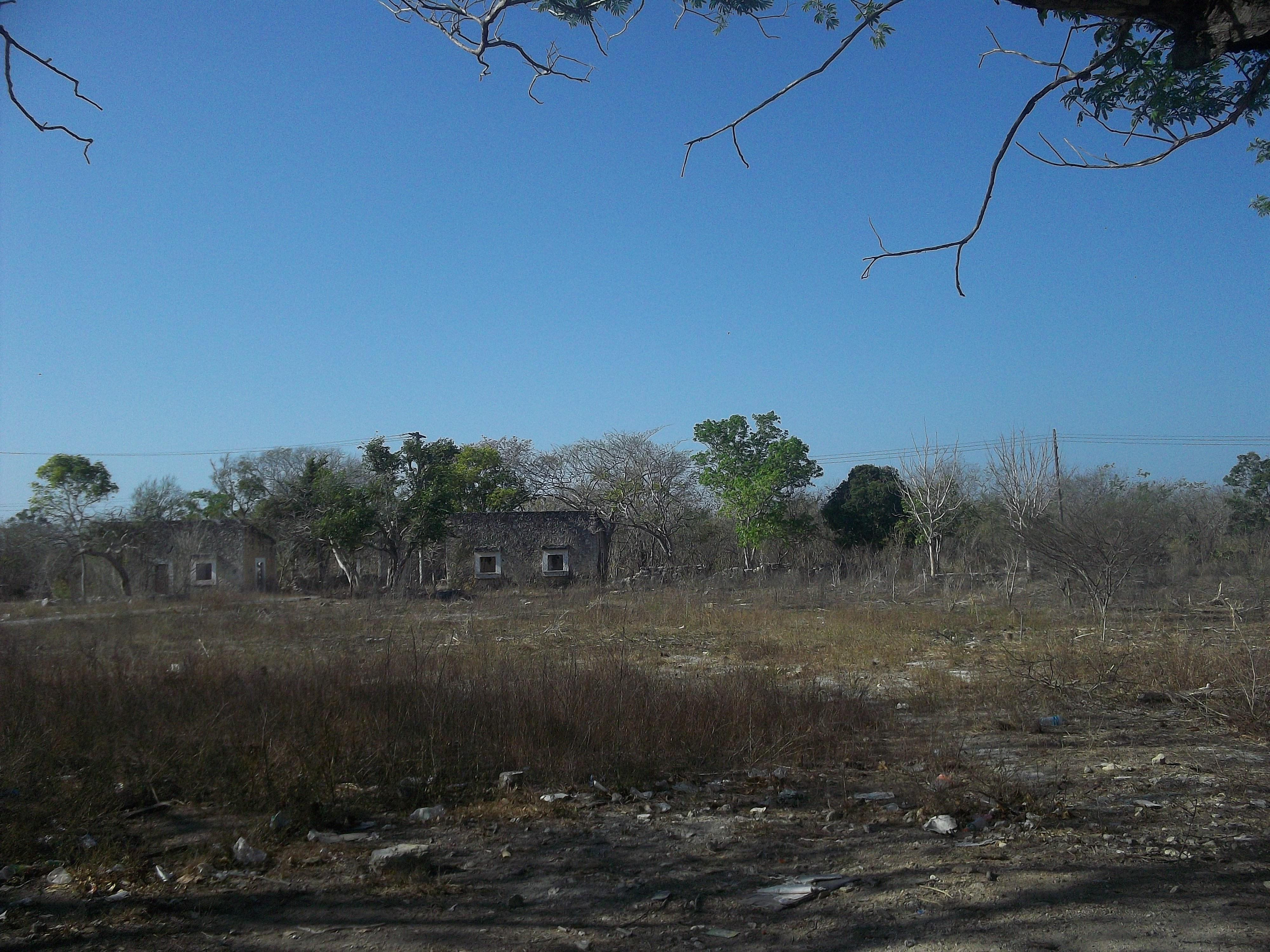
Vista de la hacienda Misnebalam.
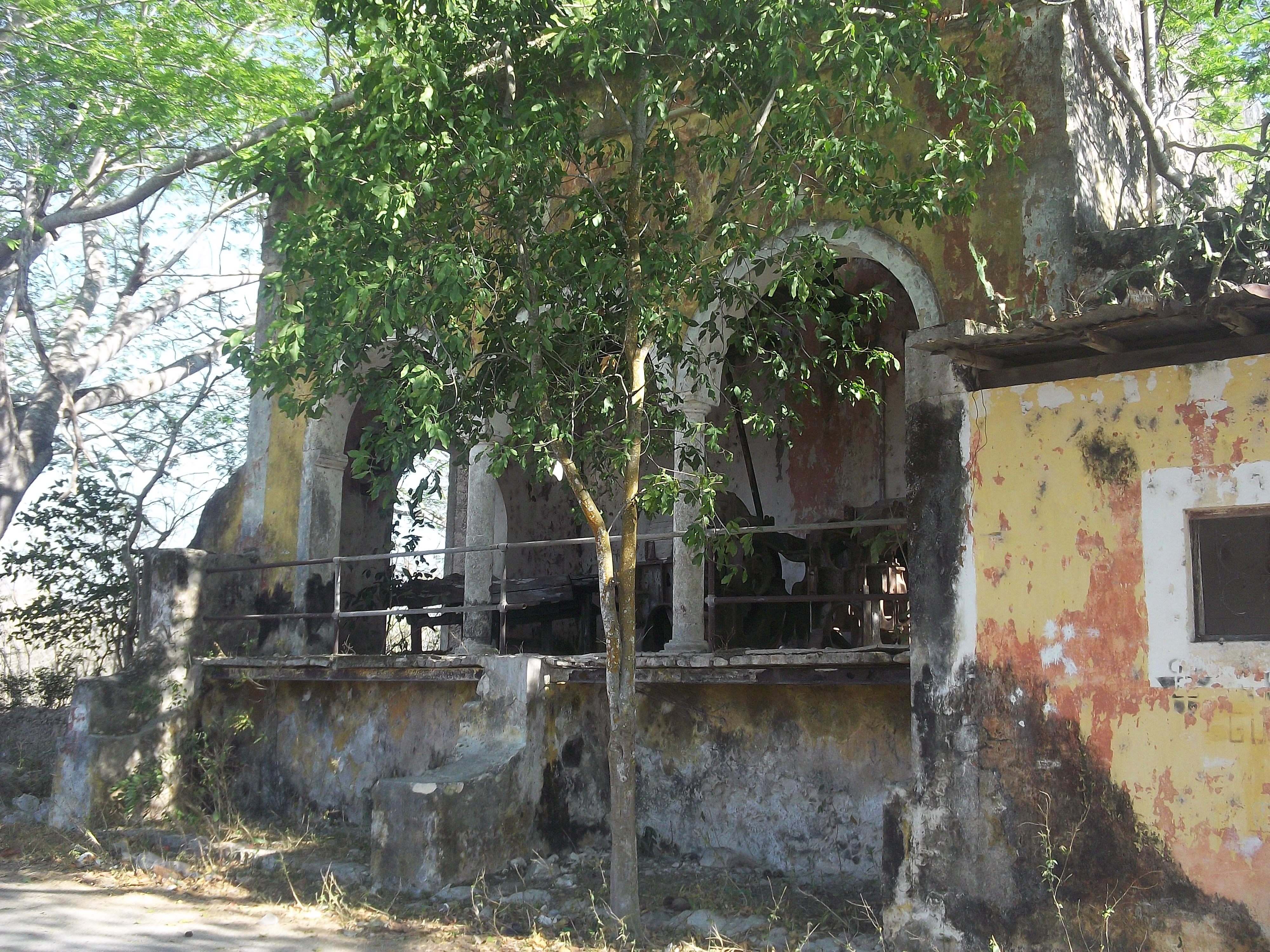
Vista de la hacienda Misnebalam.
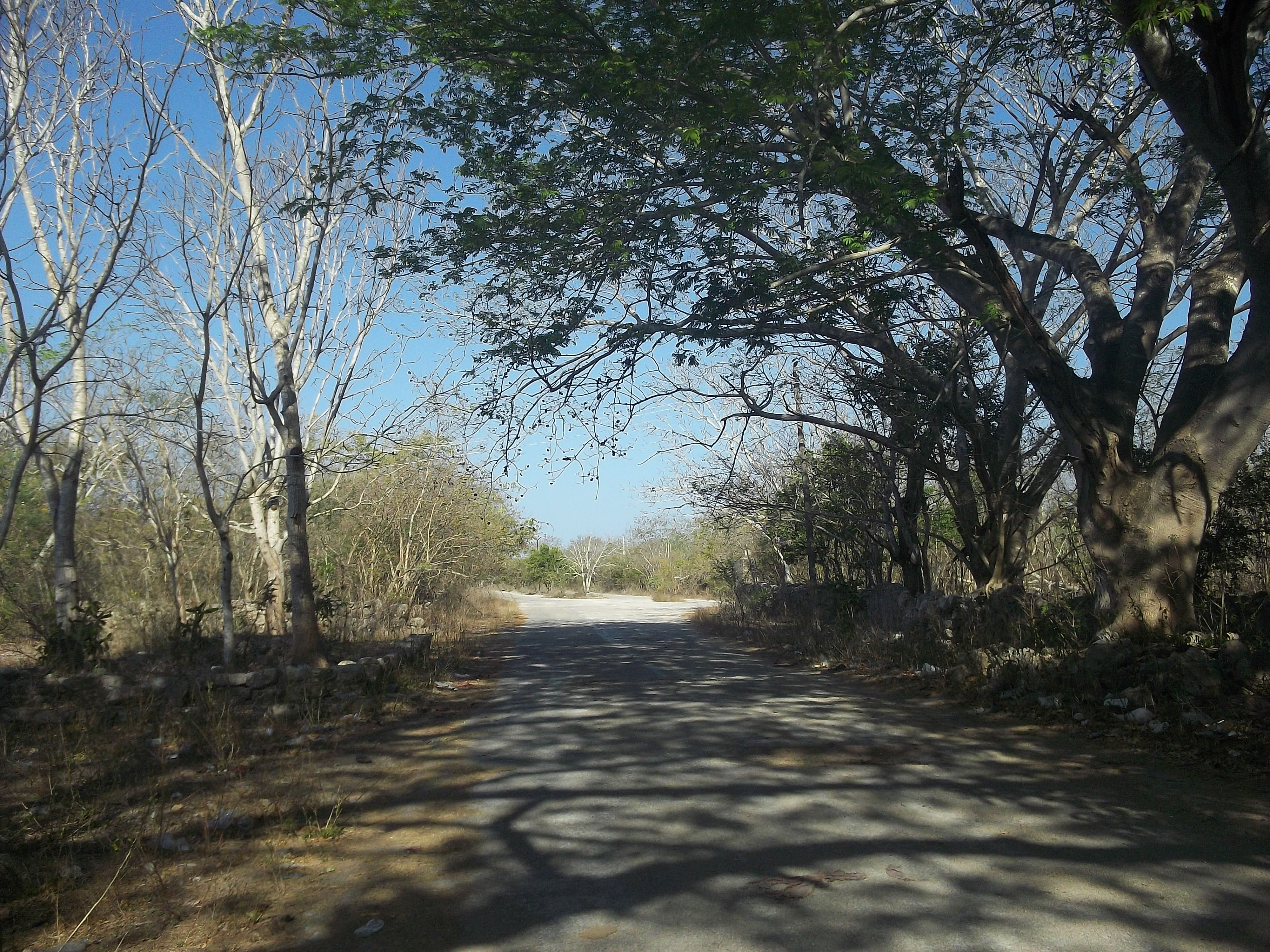
Vista de la hacienda Misnebalam.
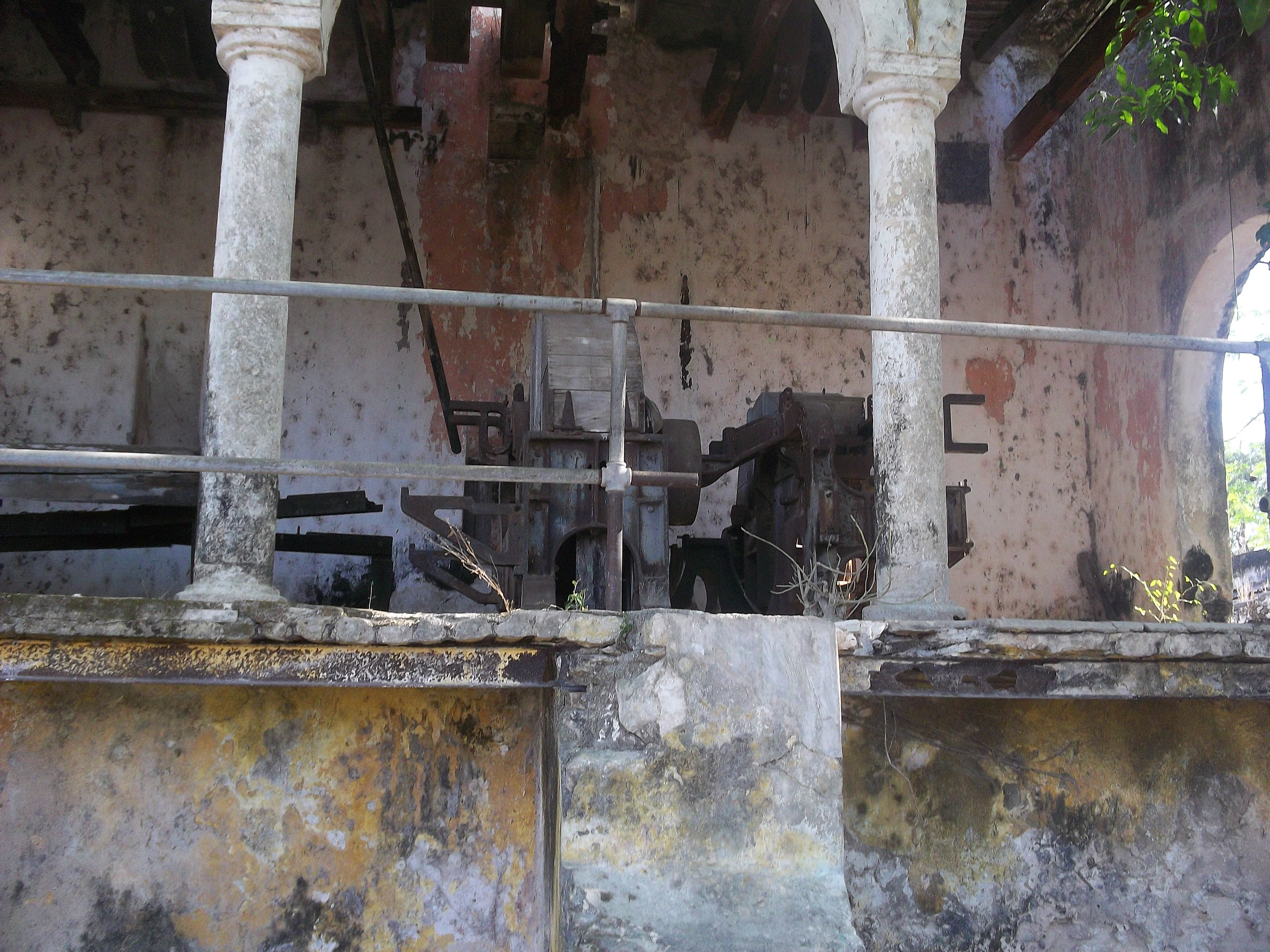
Maquinaria abandonada de la hacienda Misnebalam.
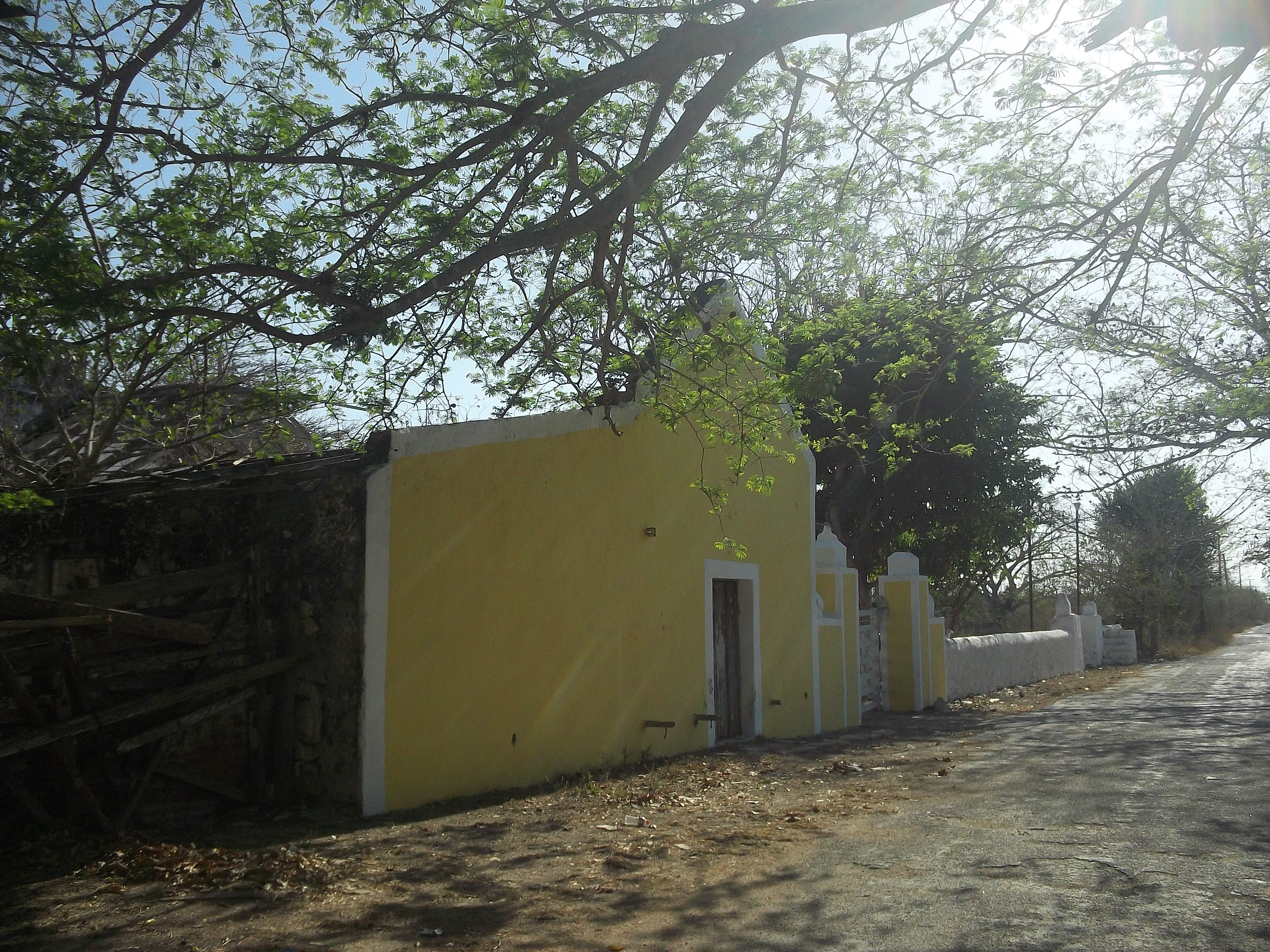
Vista de la hacienda Misnebalam.
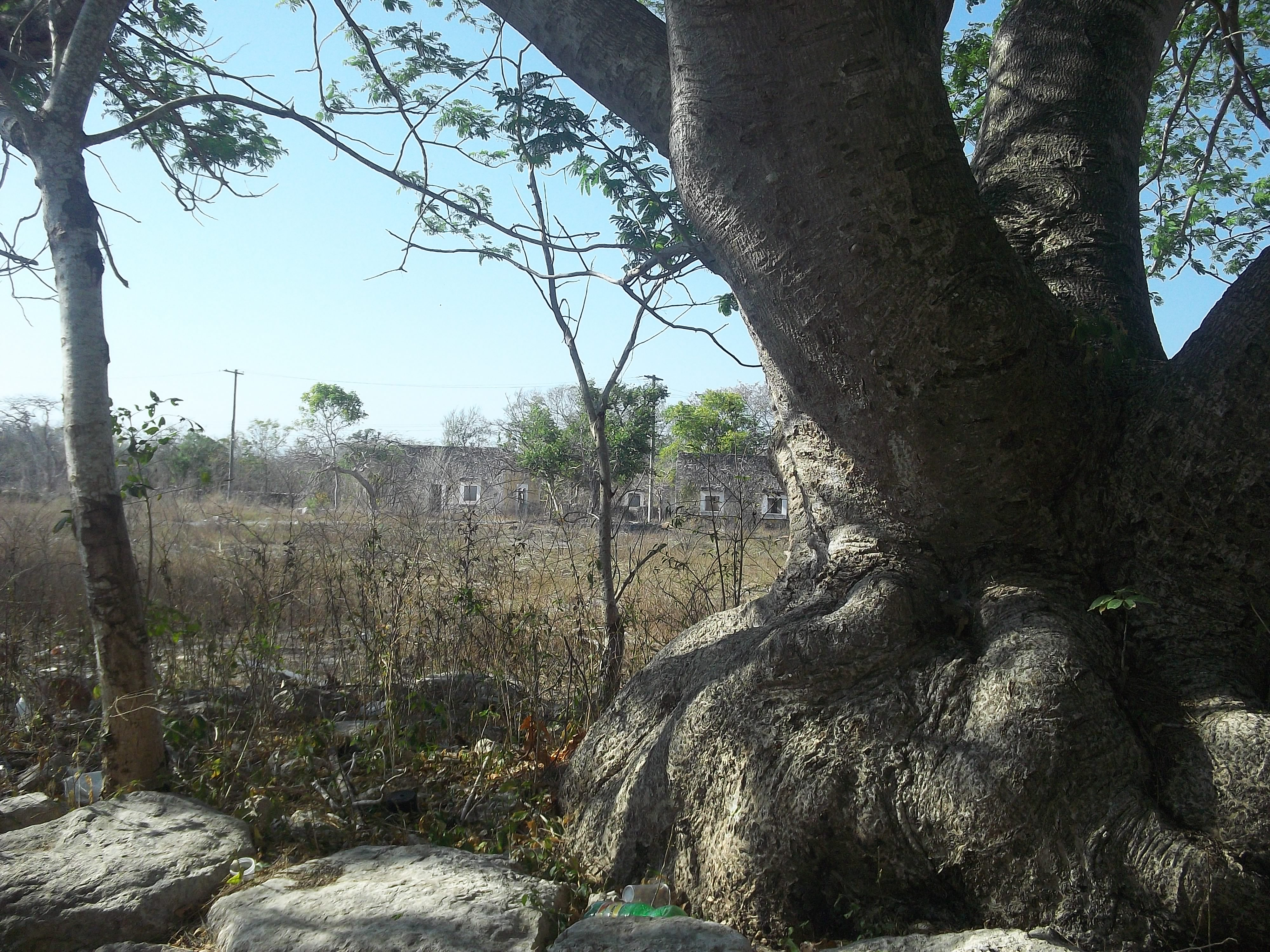
Vista de la hacienda Misnebalam.
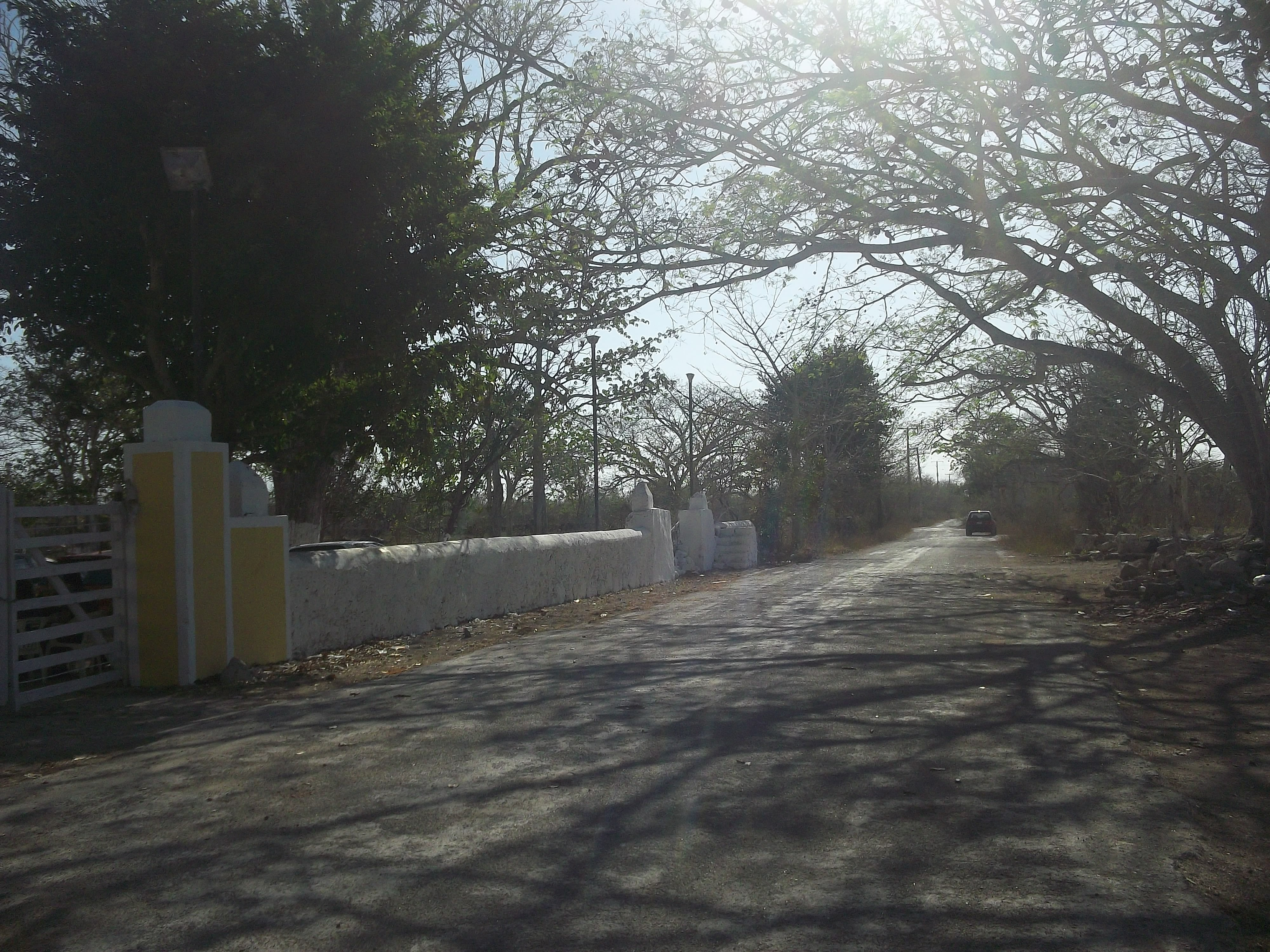
Vista de la hacienda Misnebalam.
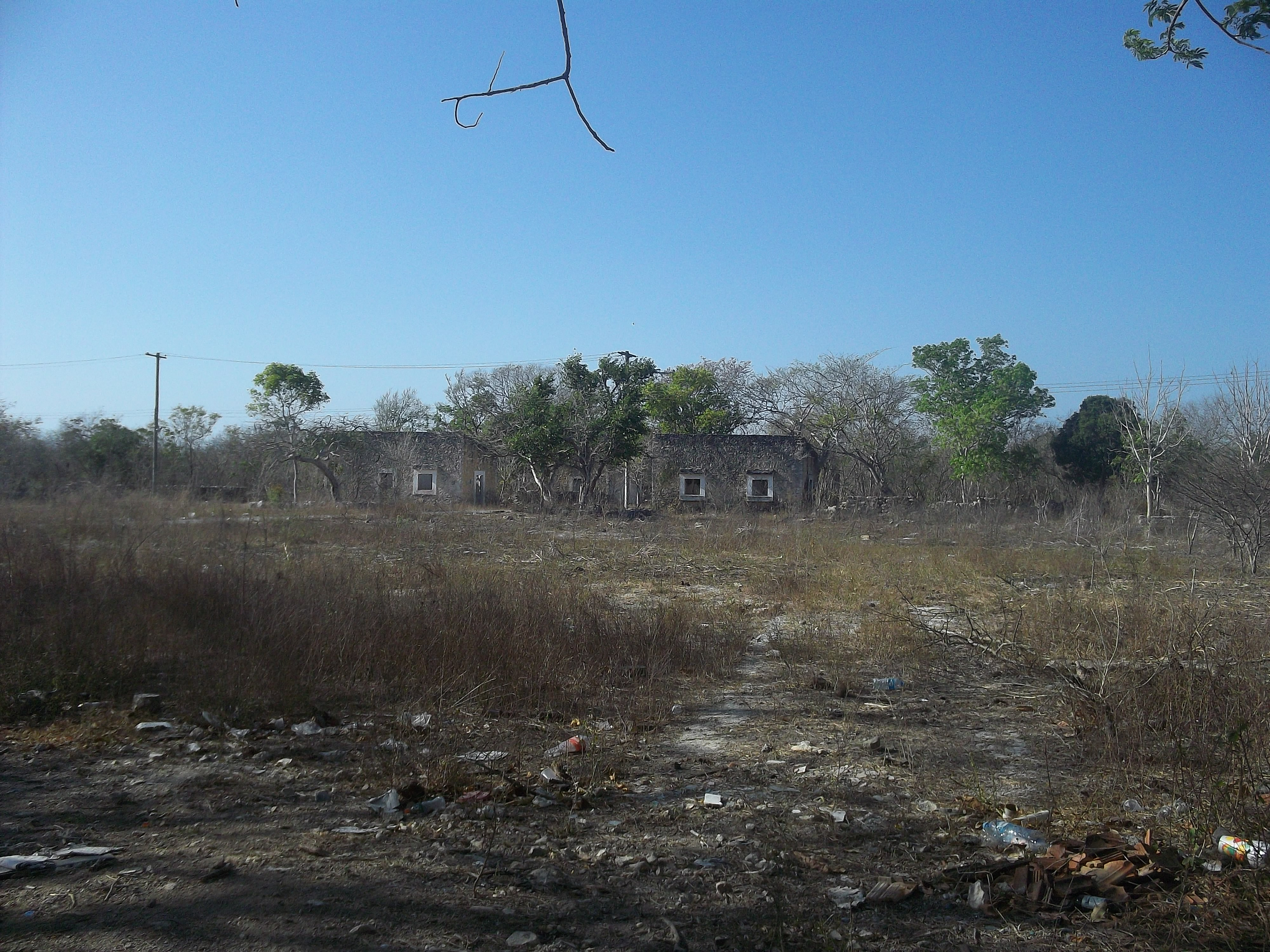
Vista de la hacienda Misnebalam.
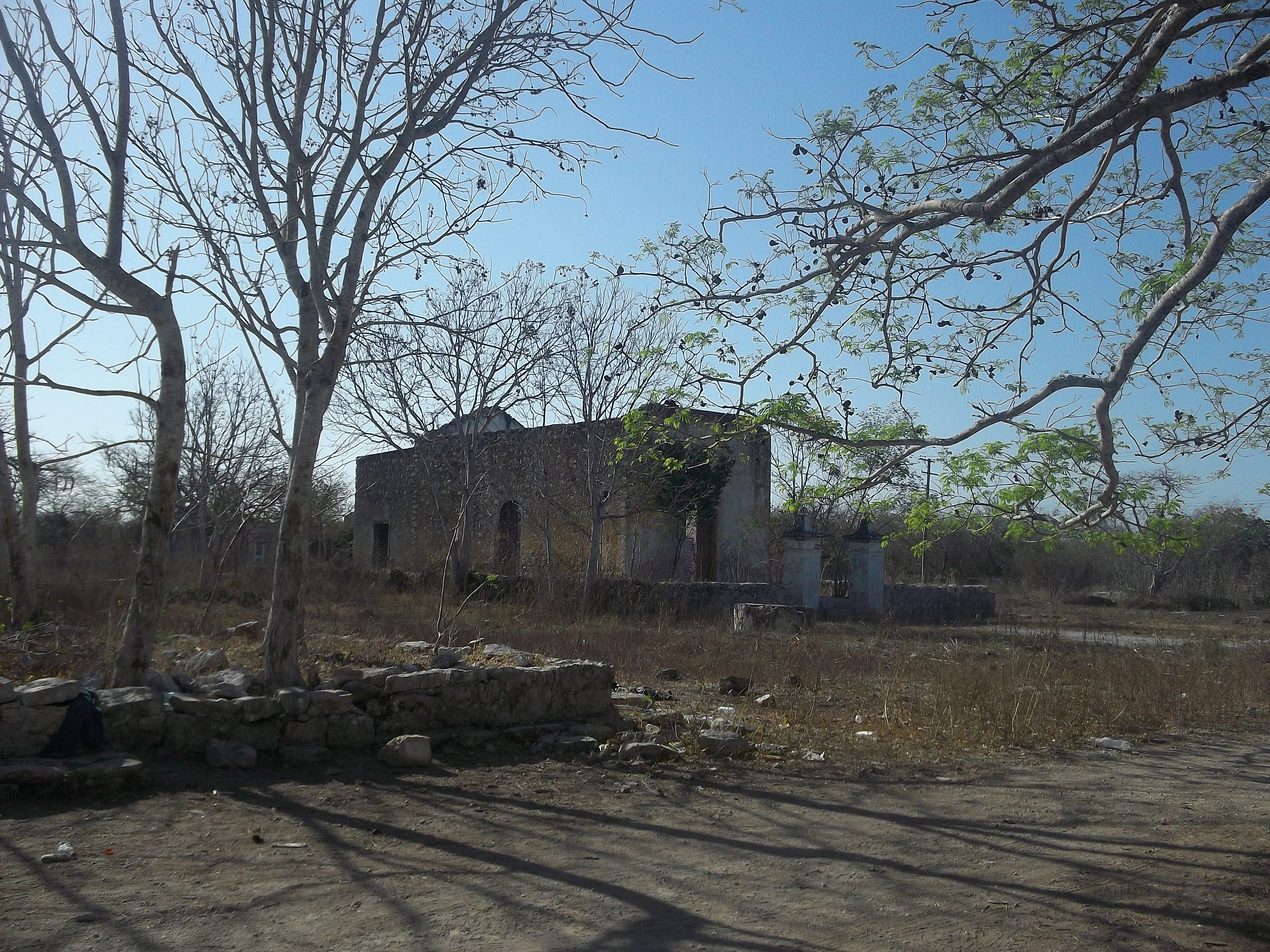
Vista de la hacienda Misnebalam.
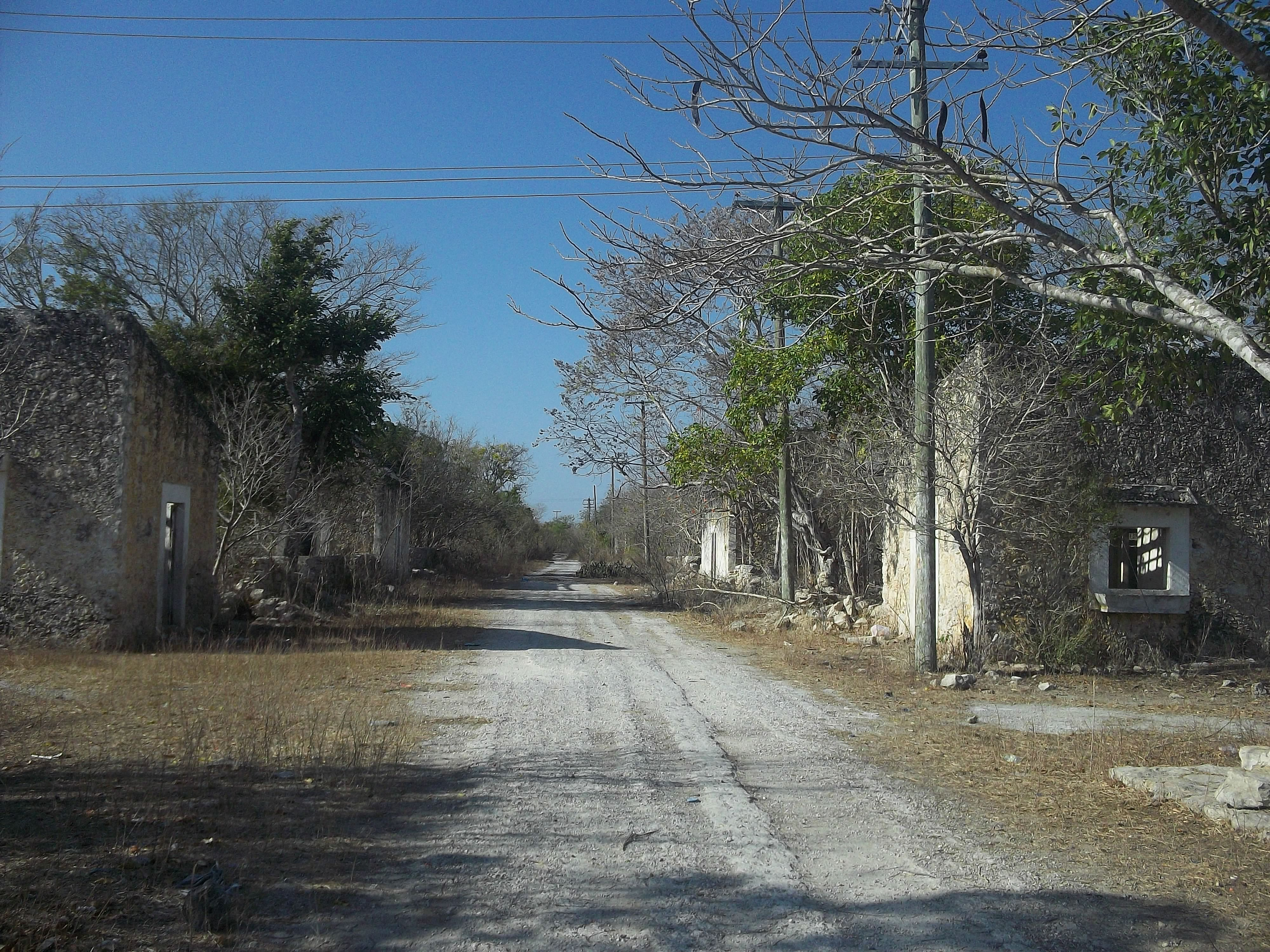
Calle de la hacienda Misnebalam.
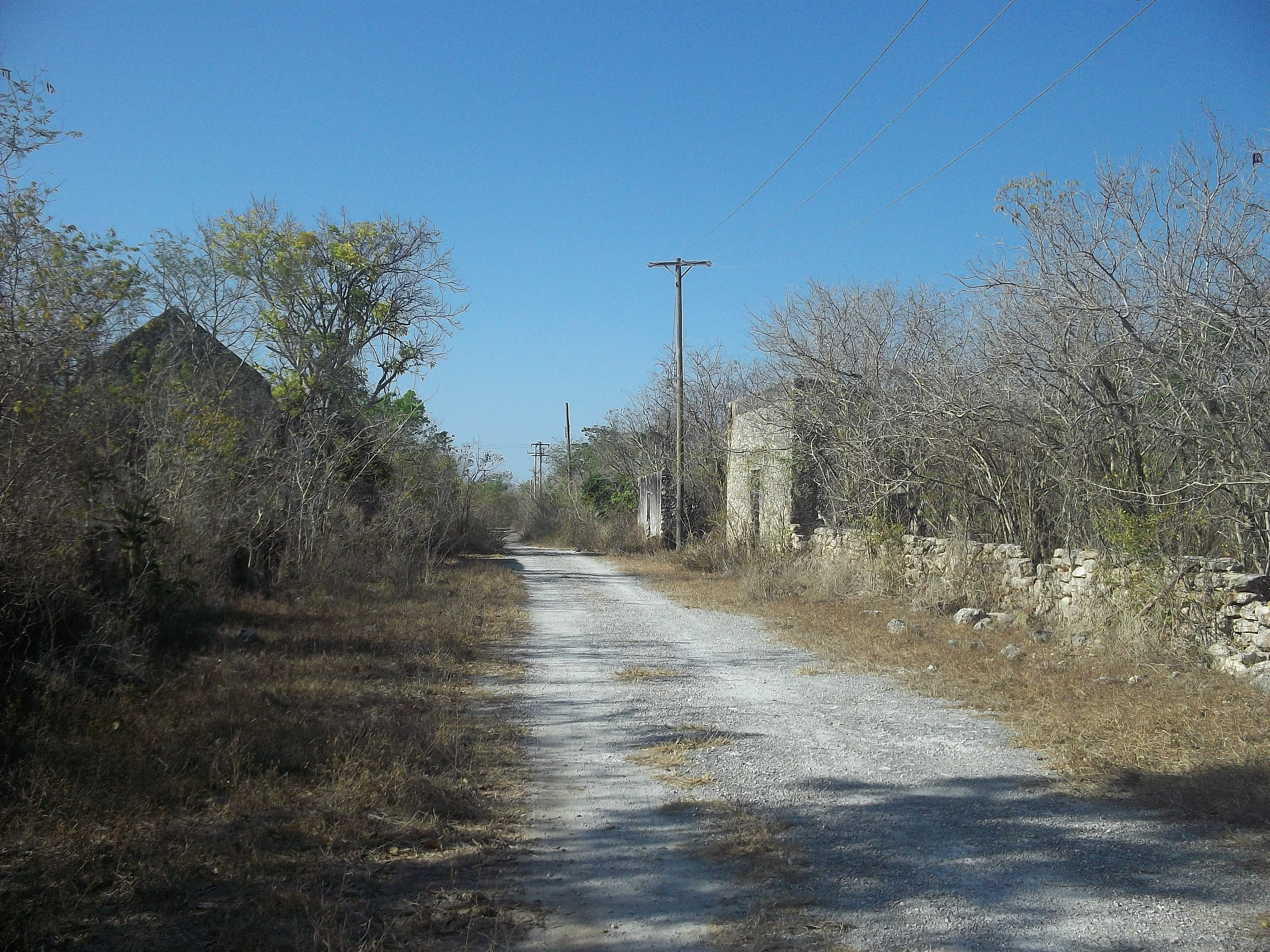
Calle de la hacienda Misnebalam.
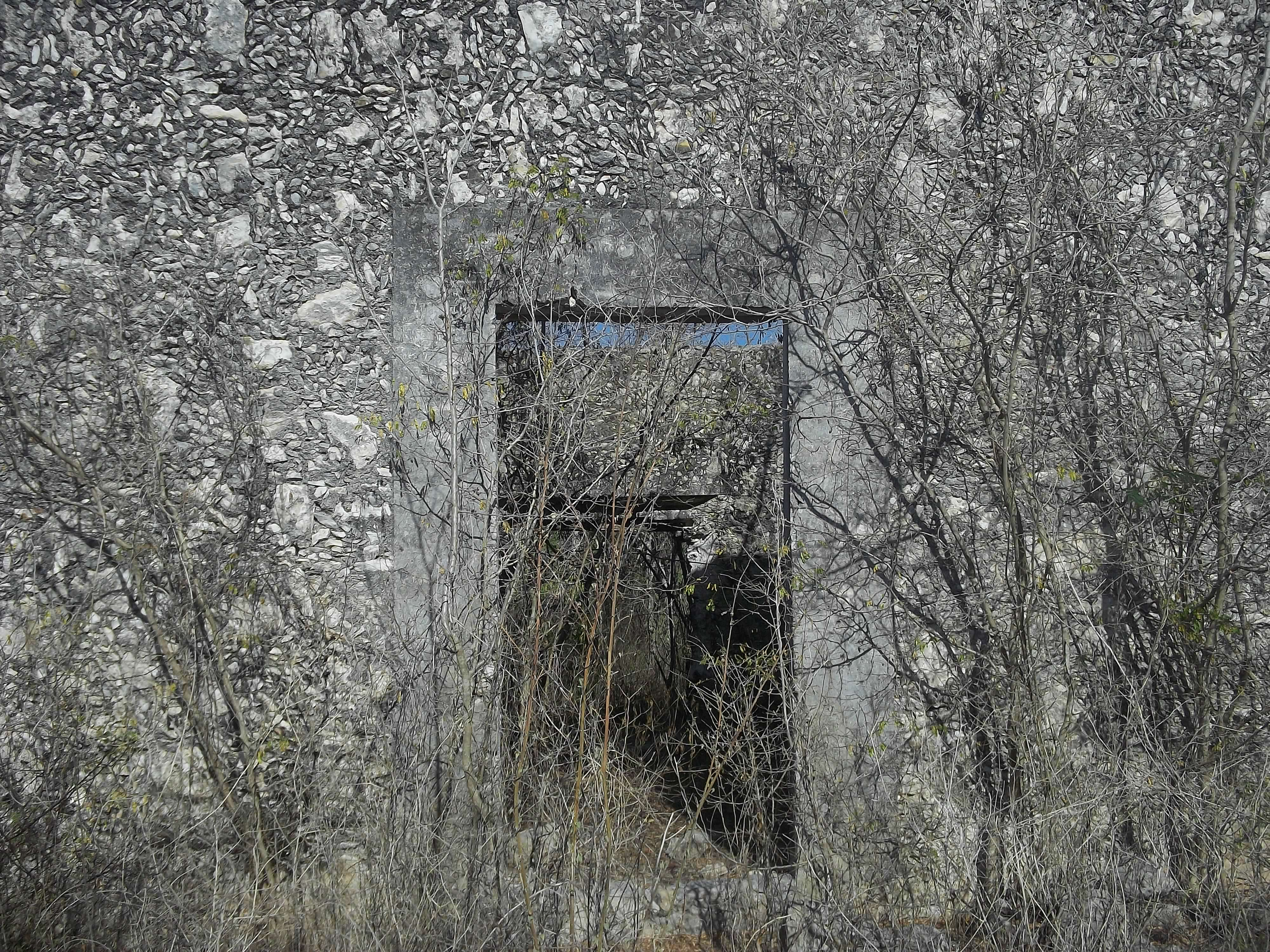
Vista de la hacienda Misnebalam.
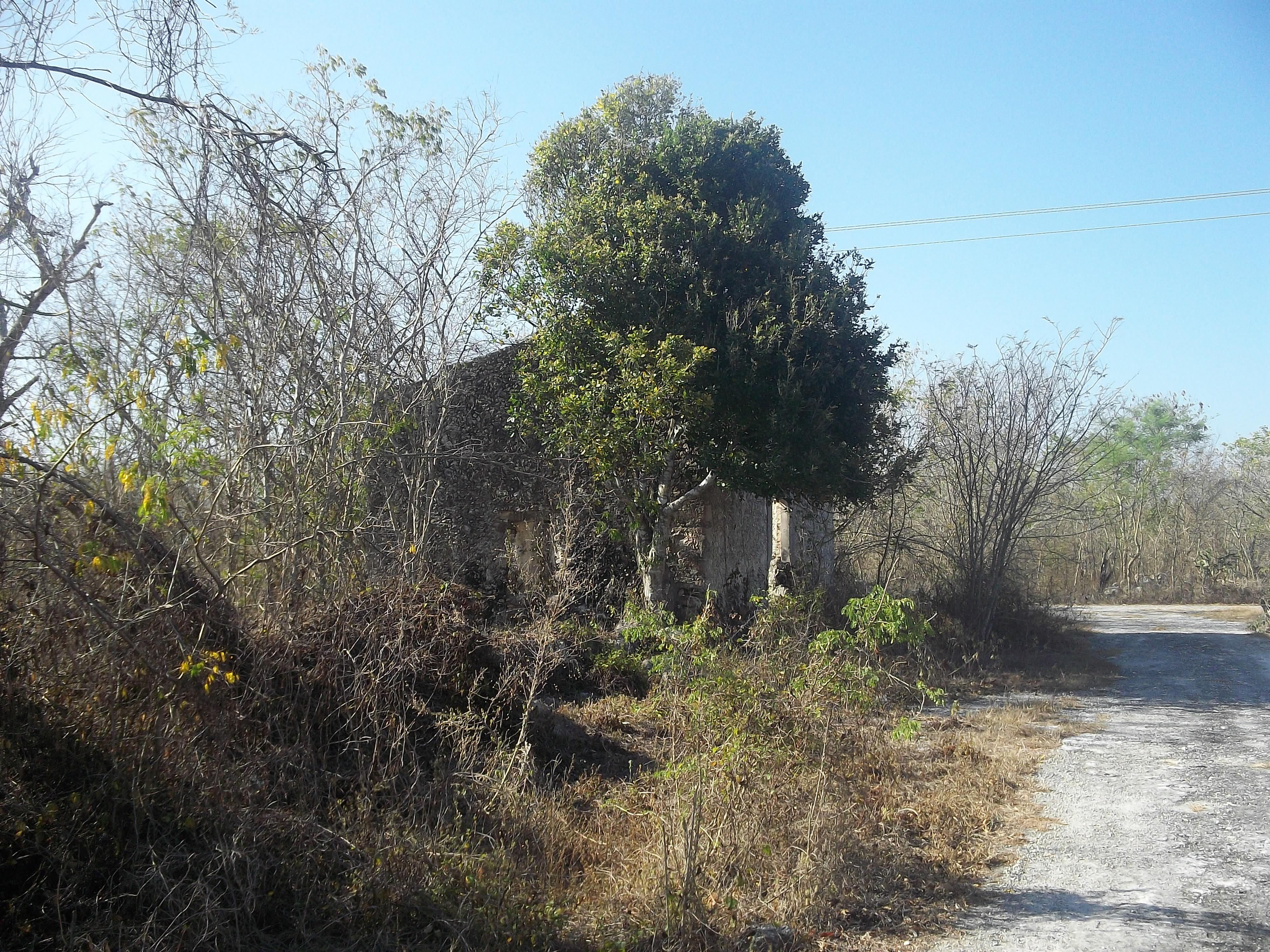
Vista de la hacienda Misnebalam.
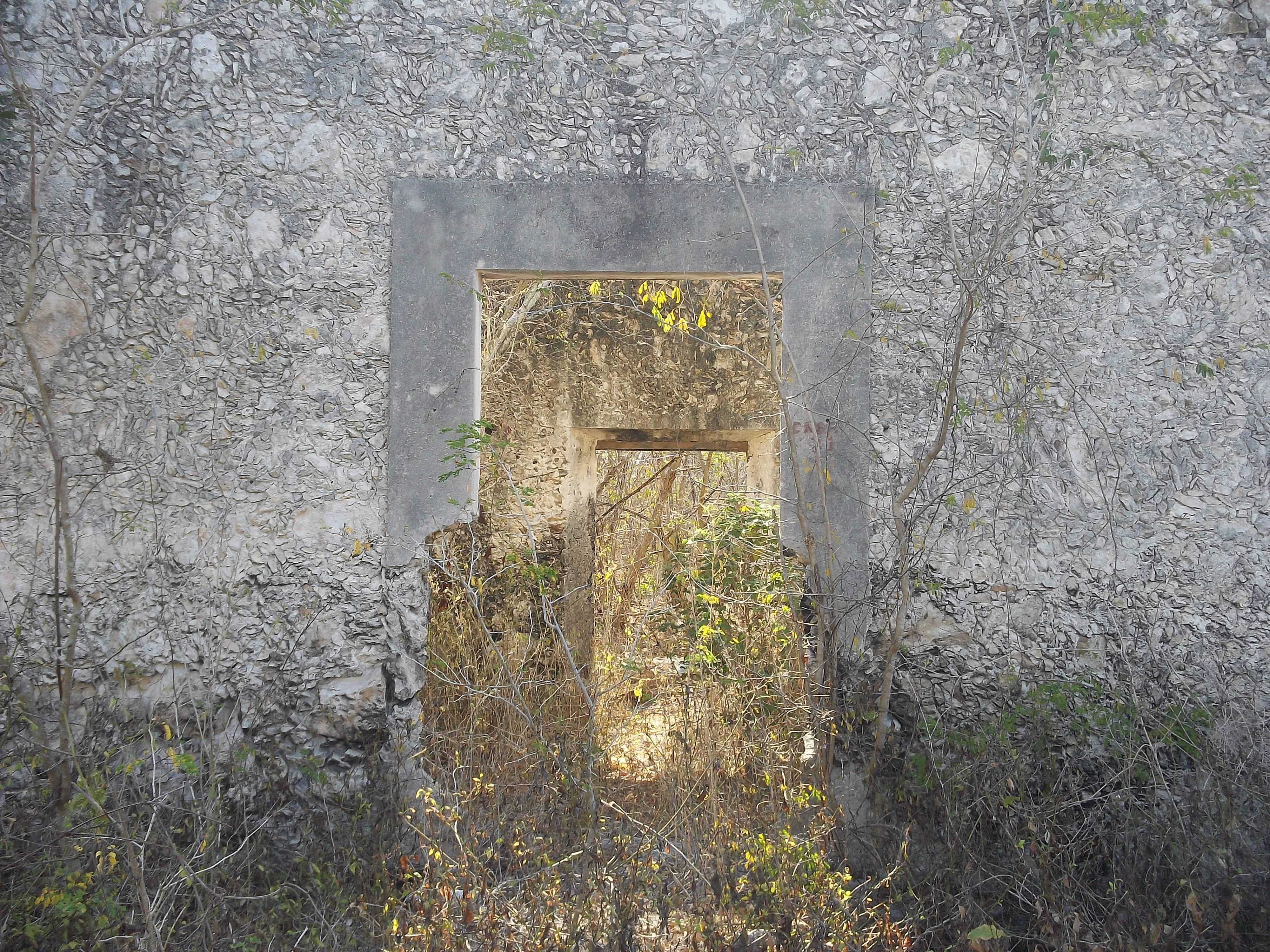
Vista de la hacienda Misnebalam.
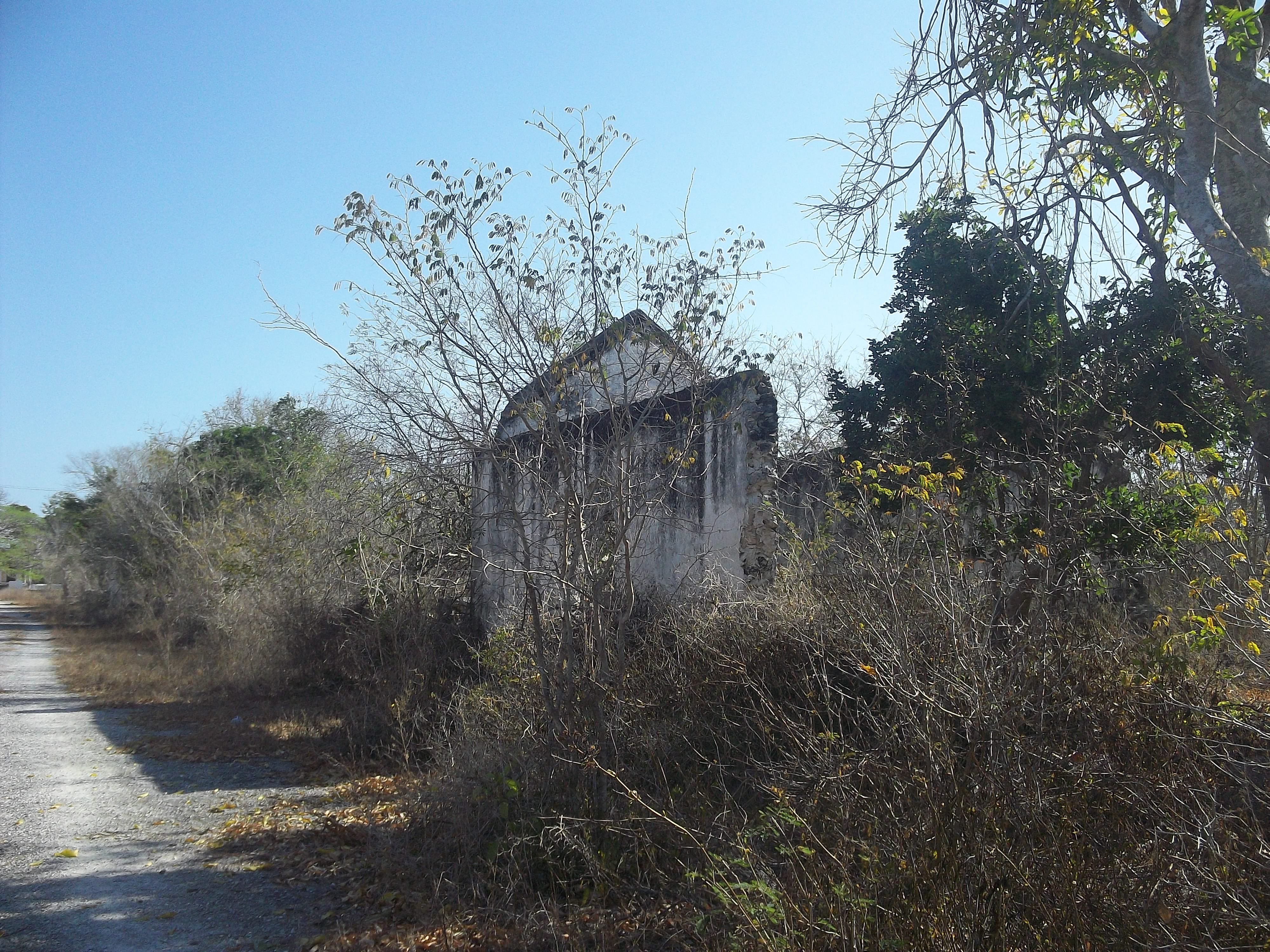
Vista de la hacienda Misnebalam.
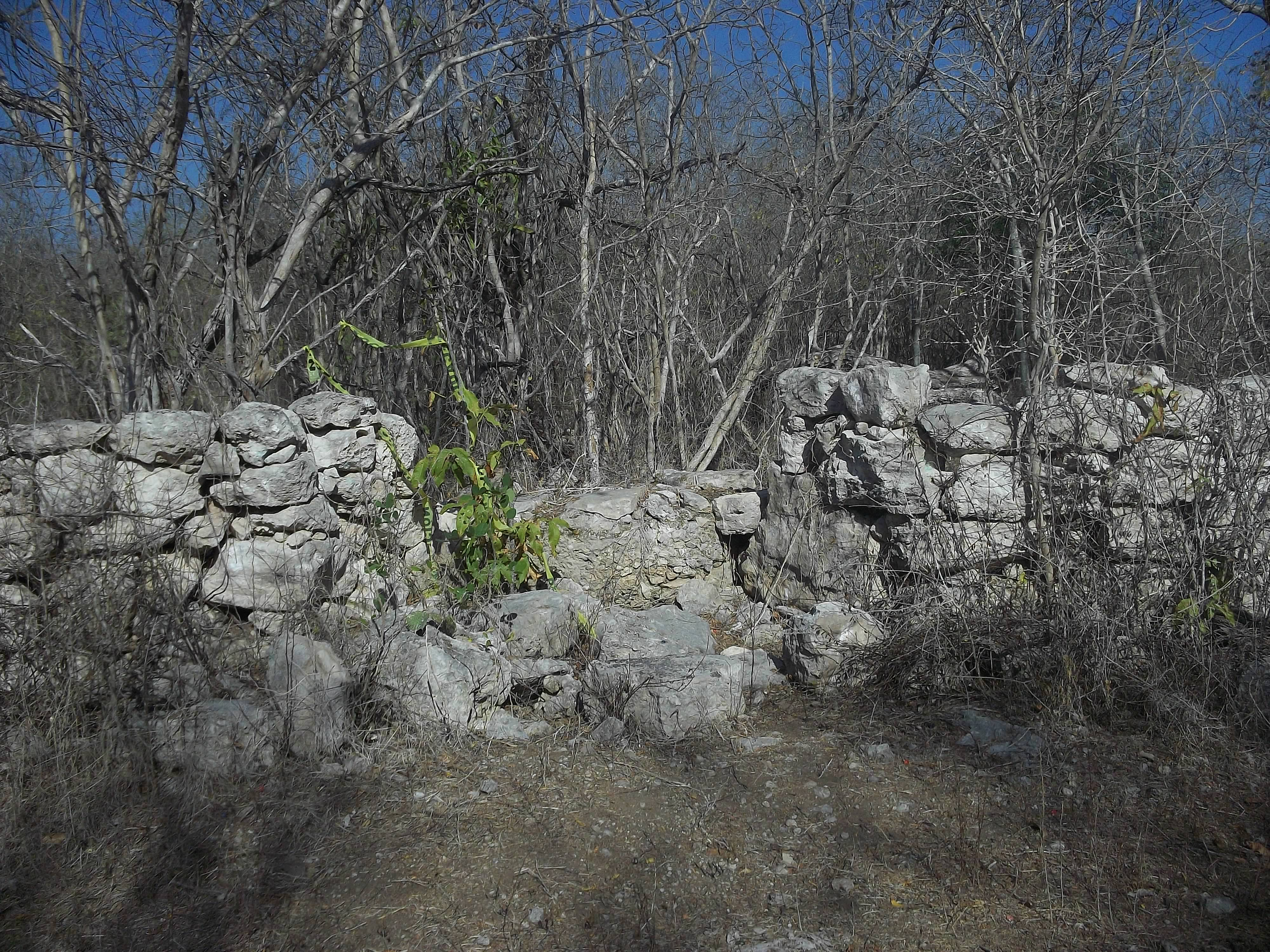
Vista de la hacienda Misnebalam.
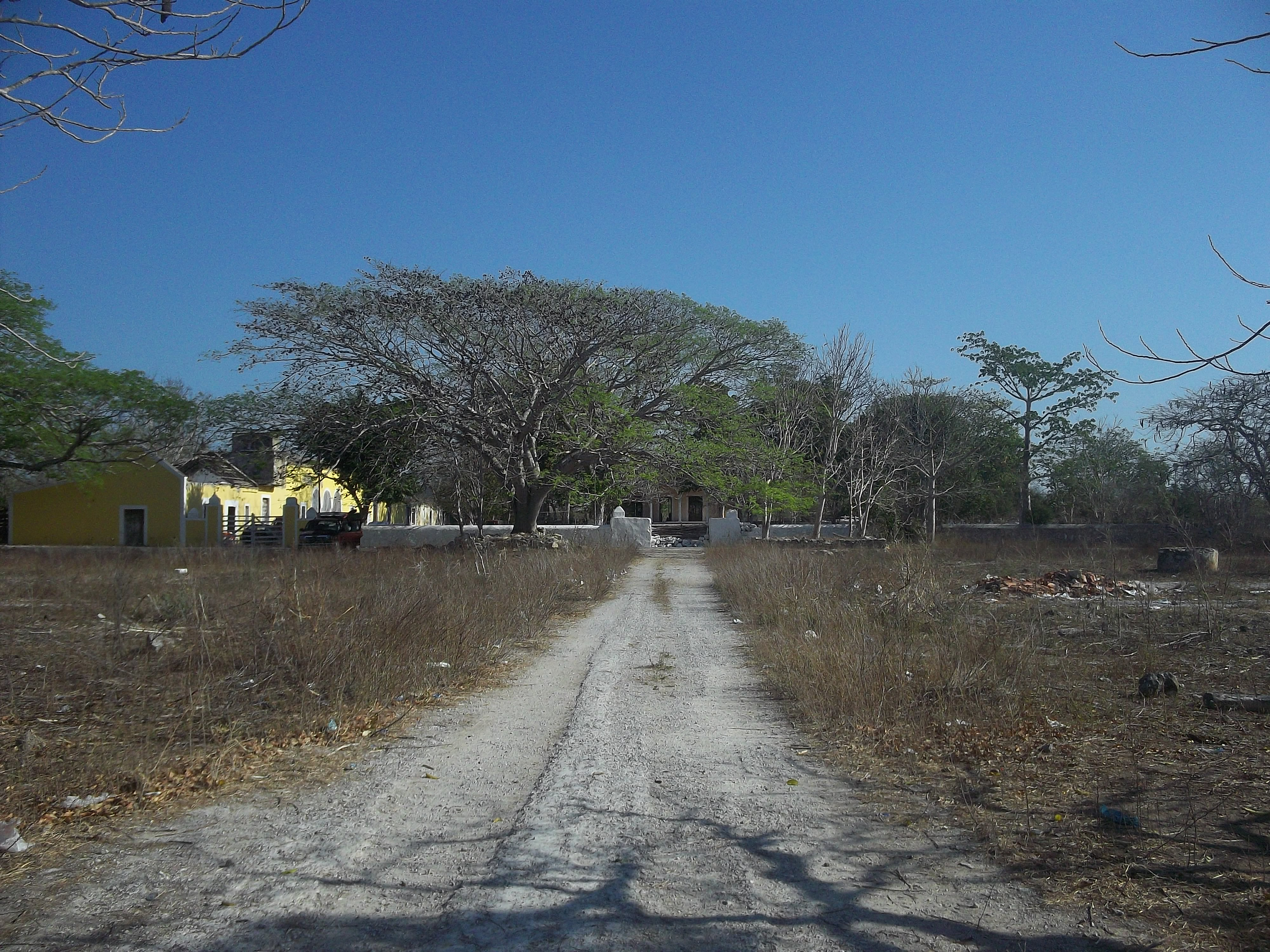
Vista de la hacienda Misnebalam.
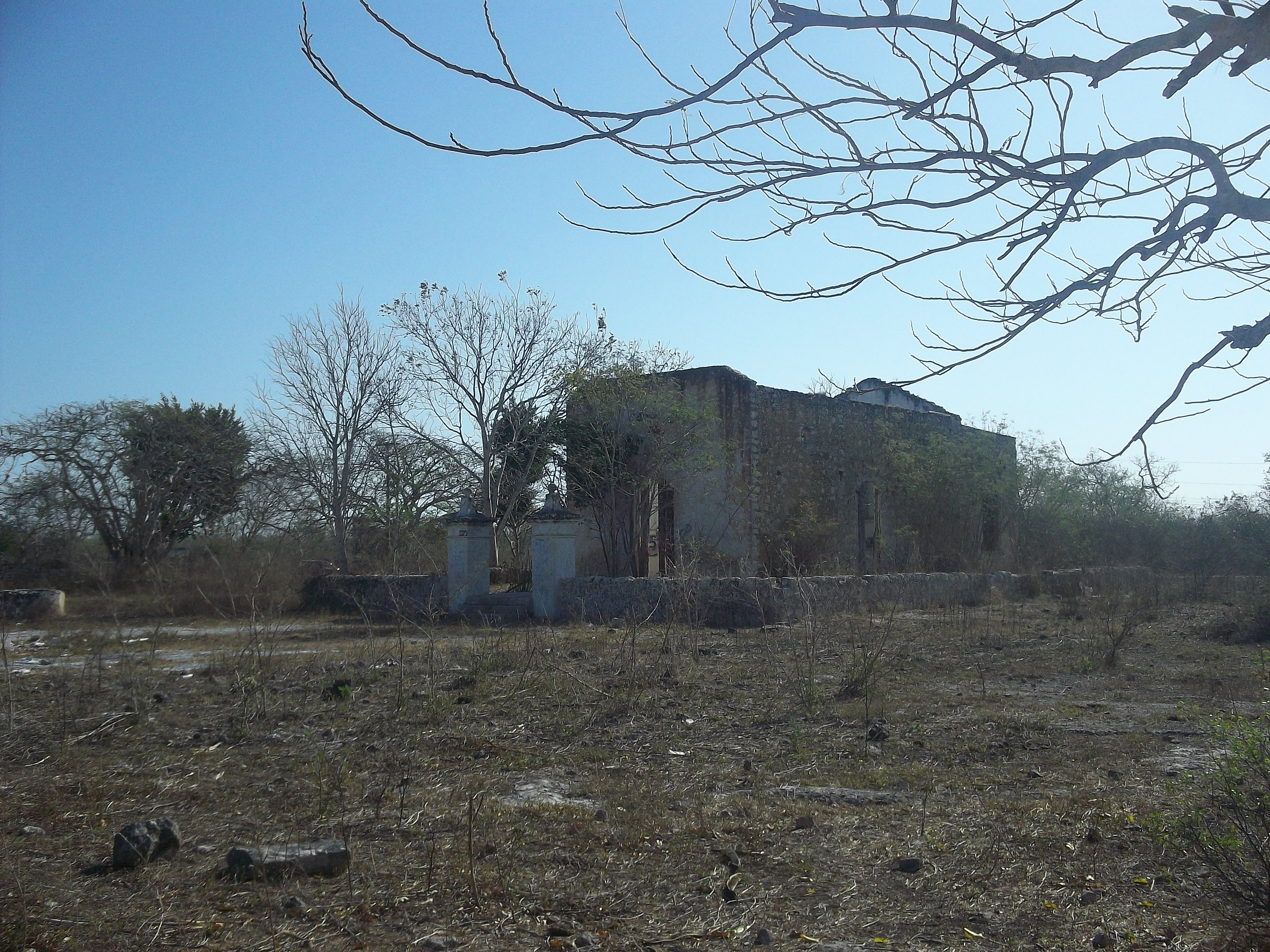
Vista de la hacienda Misnebalam.
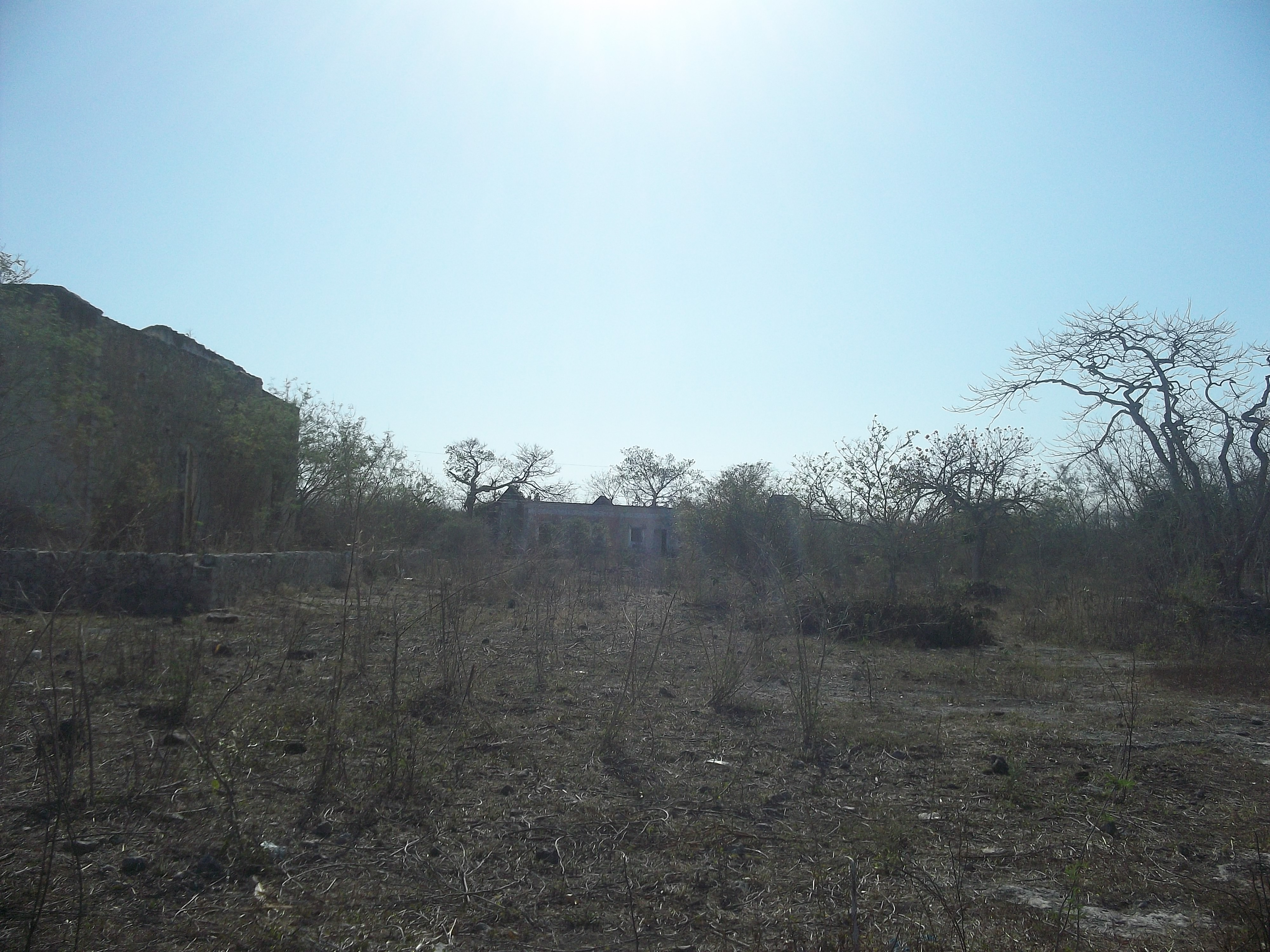
Vista de la hacienda Misnebalam.
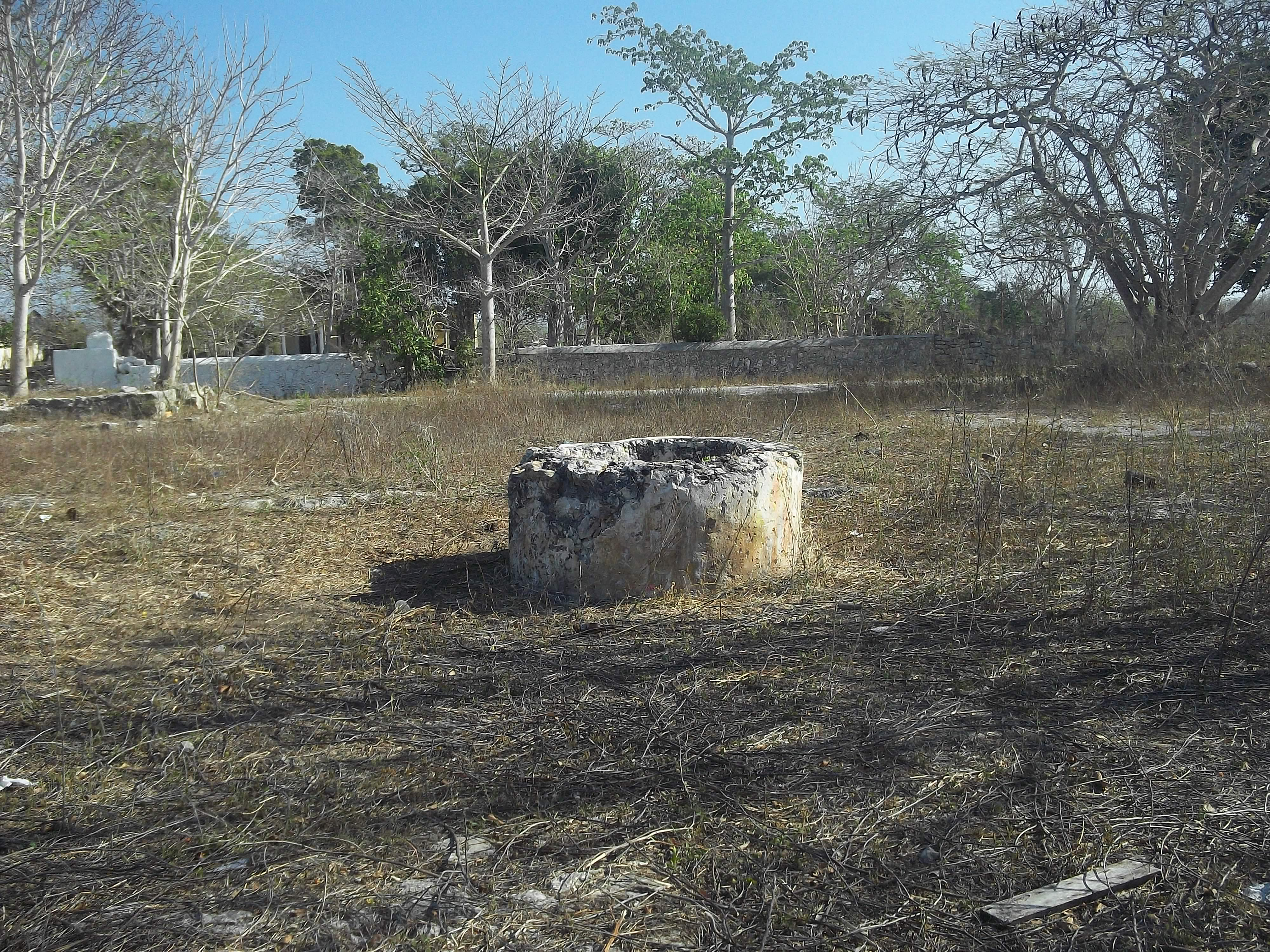
Pozo de la hacienda Misnebalam.
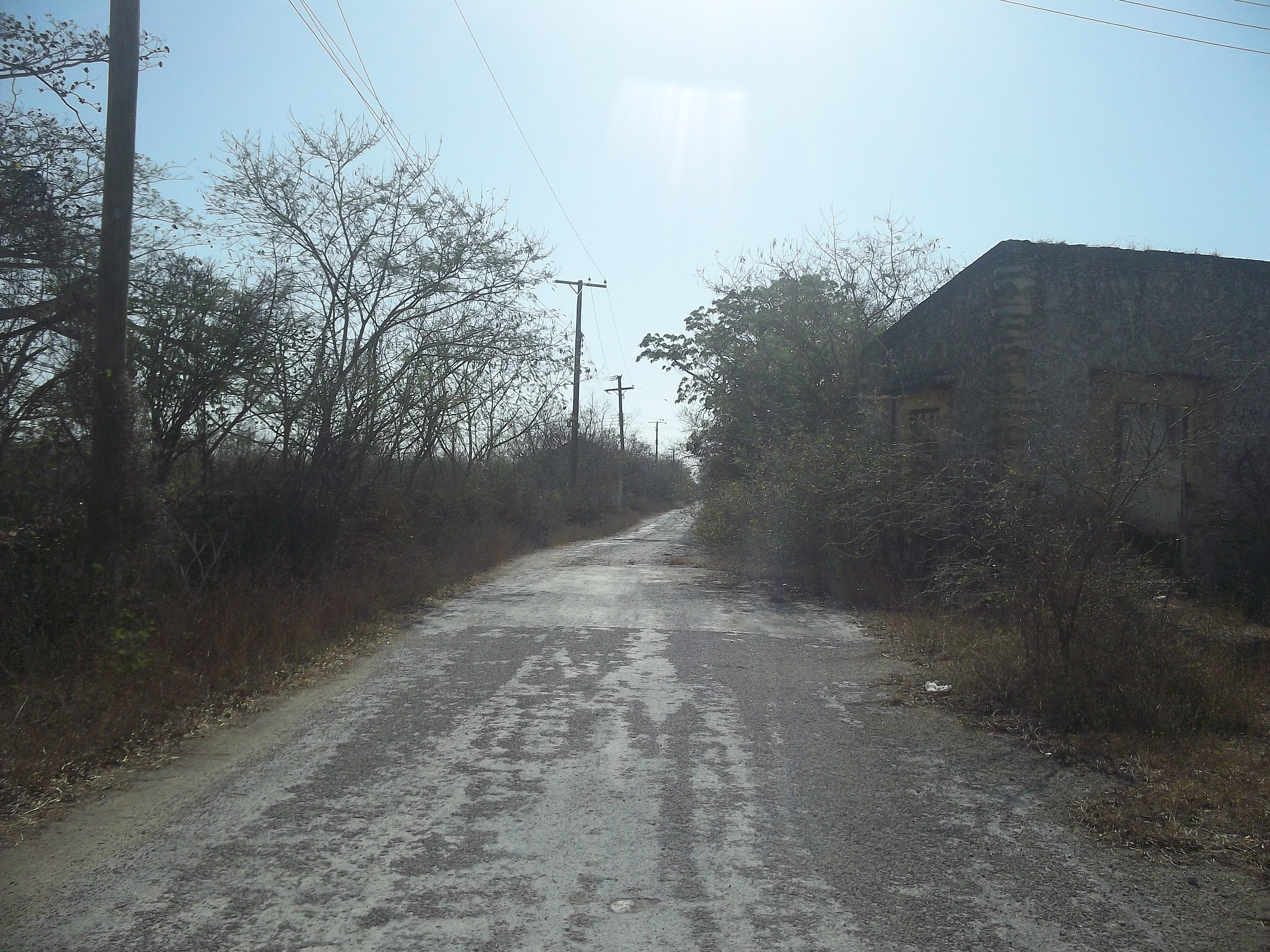
Calle de la hacienda Misnebalam.
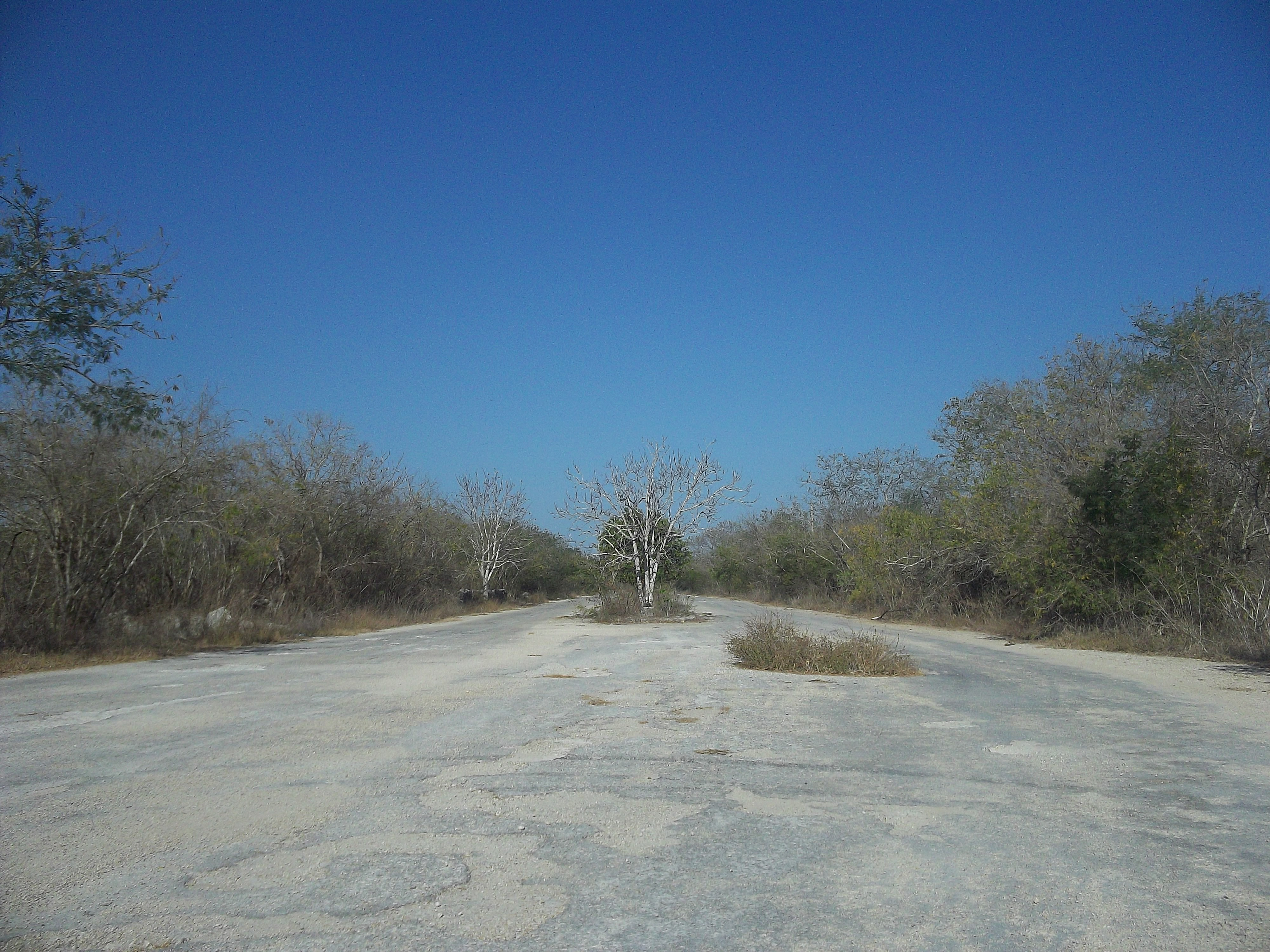
Calle de la hacienda Misnebalam.
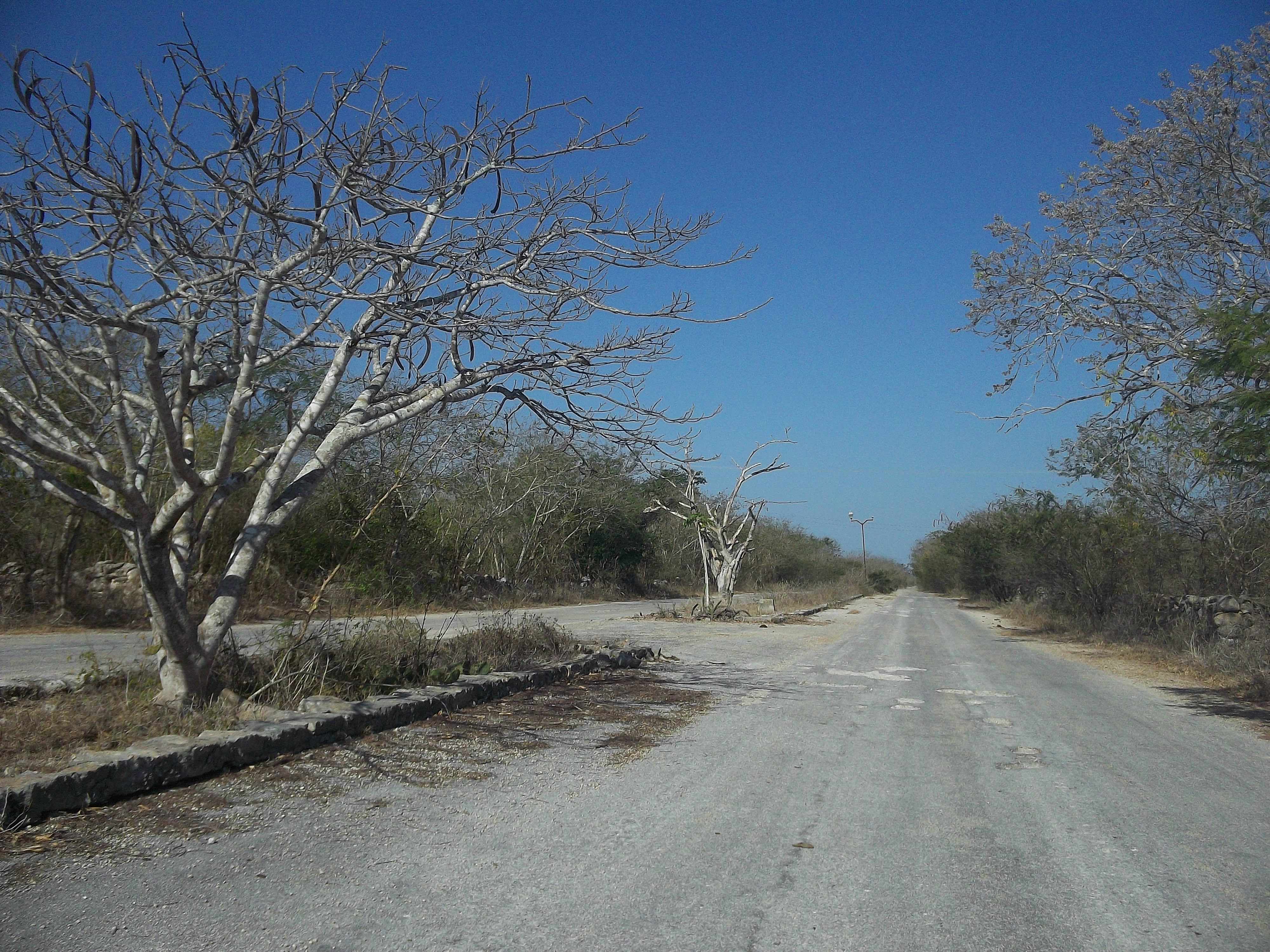
Calle de la hacienda Misnebalam.